# Préhistoire du Levant
La préhistoire du Levant commence au Paléolithique inférieur, il y a environ 1,5 million d'années, et s'achève à l'âge du bronze ancien, vers 4000 AP. Dans les frontières actuelles, cet espace couvre, du nord au sud, la Syrie occidentale, le Liban, la Syrie méridionale, Israël, la Palestine, la Jordanie et une partie du Sinaï.
Durant le Paléolithique inférieur, plusieurs groupes humains s'installent dans la région et vont également s'implanter dans d'autres parties Asie et sans doute aussi en Europe. Après la fin du Paléolithique supérieur, c'est dans cette région que se développe en premier le mode de vie néolithique, avec l'essor de la sédentarisation, de l'agriculture et de l'élevage, ainsi que la mise au point d'industries de plus en plus élaborées. Cette évolution se poursuit durant le Chalcolithique et l'âge du Bronze ancien, qui voient le développement d'agglomérations de plus en plus importantes, d'activités agricoles plus intensives et d'un artisanat spécialisé, jusqu'à l'apparition de véritables États dans la seconde moitié du IIIe millénaire av. J.-C. en Syrie occidentale et au basculement dans les périodes historiques.

## Paléolithique

### Paléolithique inférieur
Suivant le paradigme dominant « Out of Africa », les humains s'étendent à partir de l'Afrique vers le reste du monde en plusieurs vagues, et les industries lithiques du Paléolithique inférieur reflèteraient ces déplacements en illustrant la diffusion de techniques, attestées antérieurement en Afrique. Le couloir levantin apparaît alors comme l'axe de migration le plus évident au regard des conditions naturelles, puisqu'il se situe au débouché de la vallée du Nil, seul axe continental permettant de traverser le Sahara aux périodes les plus arides, et qu'il constitue lui-même la voie d'expansion la plus favorable (en tout cas la mieux documentée) pour aller vers le reste de l'Asie. On peut donc repérer plusieurs phases d'expansion, les découvertes du Levant devant être combinées avec celles de l'Afrique et des autres régions d'Asie afin de chercher à préciser ces évolutions.
La plus ancienne attestation de la présence d'humains au Levant provient du site d'Ubeidiya situé au sud du lac de Tibériade, daté dans une fourchette de 1,5 à 1,2 million d'années. Il n'y a aucune présence certaine d'humains dans la région avant cela, mais il s'en trouve par exemple à Dmanissi en Géorgie il y a 1,8 million d'années (faciès oldowayen), et dans d'autres régions d'Asie, ce qui indique que des humains ont dû passer par le Levant à des époques plus reculées. Ubeidiya présente de son côté une industrie lithique généralement rangée dans le type acheuléen ancien, un assemblage particulièrement abondant pour les sites de la période, avec des outils bifaces. En revanche les restes humains se limitent à trois dents et ne peuvent être attribués précisément à une espèce.
La phase suivante relève d'un Acheuléen moyen, avec la présence dominante de hachereaux. Le site le mieux connu de cette période est Gesher Benot Ya'aqov dans la haute vallée du Jourdain. Il est daté d'environ 790 000 avant le présent. L'outillage, très riche, est majoritairement en basalte, alors que le silex a plutôt tendance à dominer sur les sites du Paléolithique inférieur levantin (l'autre exception étant Ubeidiya). Le site a bénéficié de conditions de conservation avantageuses et y a été retrouvé le plus ancien objet en bois travaillé, une planche avec des traces de polissage ; on sait aussi que les habitants du site consommaient des fruits à coque ; parmi les restes animaux, le plus impressionnant est la présence d'un éléphant à défenses droites. Ce site est également important parce qu'il présente les probables plus anciennes traces de contrôle du feu par des humains.
De l'industrie de faciès oldowayen a été identifiée dans l'oasis d'El Kowm en Syrie à Hummal, et à Bizat Ruhama dans le désert de Néguev, non datée avec certitude (sur le premier site elle précède le niveau acheuléen). Cela indique en tout cas que le Paléolithique inférieur du Levant n'a pas été qu'Acheuléen, mais cette tradition reste encore mal comprise.
L'Acheuléen récent, v. 500 000-400 000 AP, est représenté par de nombreux sites levantins, qui ont livré pléthore de bifaces (environ 12 000 sur le seul site de Nadaouiyeh dans l'oasis d'el Kowm), quasi-exclusivement des haches débitées dans du silex, souvent de forme ovoïde. Les sites de grotte apparaissent à cette période (Tabun, Um Qatafa).
La fin de l'Acheuléen, qui marque la fin du Paléolithique inférieur (jusque v. 300/250 000 AP), est représentée au Levant par un faciès culturel spécifique, le Yabroudien, d'abord identifié dans l'abri de Yabroud en Syrie méridionale. Son industrie lithique a été caractérisée par la présence de gros racloirs, dits « déjetés ». On parle aussi d'« acheuléo-yabroudien », au moins pour certains assemblages et un certain faciès. La grotte de Tabun au Mont Carmel présente l'assemblage le plus important de cette phase ; dans cette partie du Levant, il a été proposé d'identifier une culture locale, le « Mugharien » (d'après Wadi el-Mughara, la « vallée des grottes »). La grotte de Qesem près de Tel Aviv est un autre site majeur acheuléo-yabroudien. Un autre faciès de cette période est l'Amoudien (d'après Nahal Amud, la Grotte des Voleurs où elle a été identifiée est aussi datée de cette phase) qui témoigne de méthodes plus sophistiquées de travail de la pierre. Dans les niveaux acheuléo-yabroudiens de la Grotte des Voleurs qu'a été exhumé le crâne de l'« Homme de Galilée » (sans doute un Homo heidelbergensis plutôt qu'un Néandertalien). De la fin de cette période, v. 250 000 AP, date également la « Vénus de Berekhat Ram », une Vénus paléolithique, peut-être la plus ancienne à résulter d'un travail manuel, même si sa forme est naturelle selon certains.

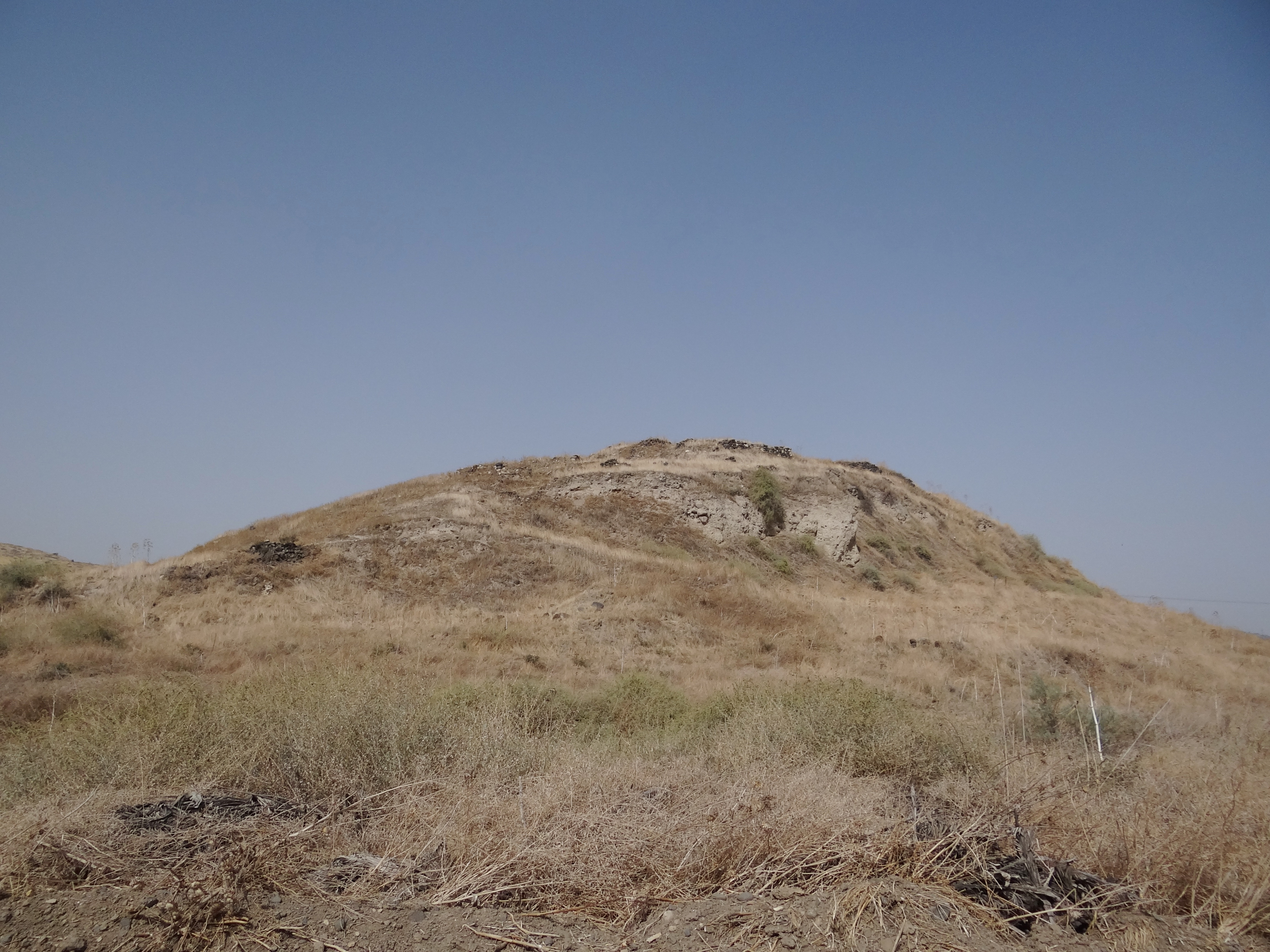
Le site archéologique d'Ubeidiya.
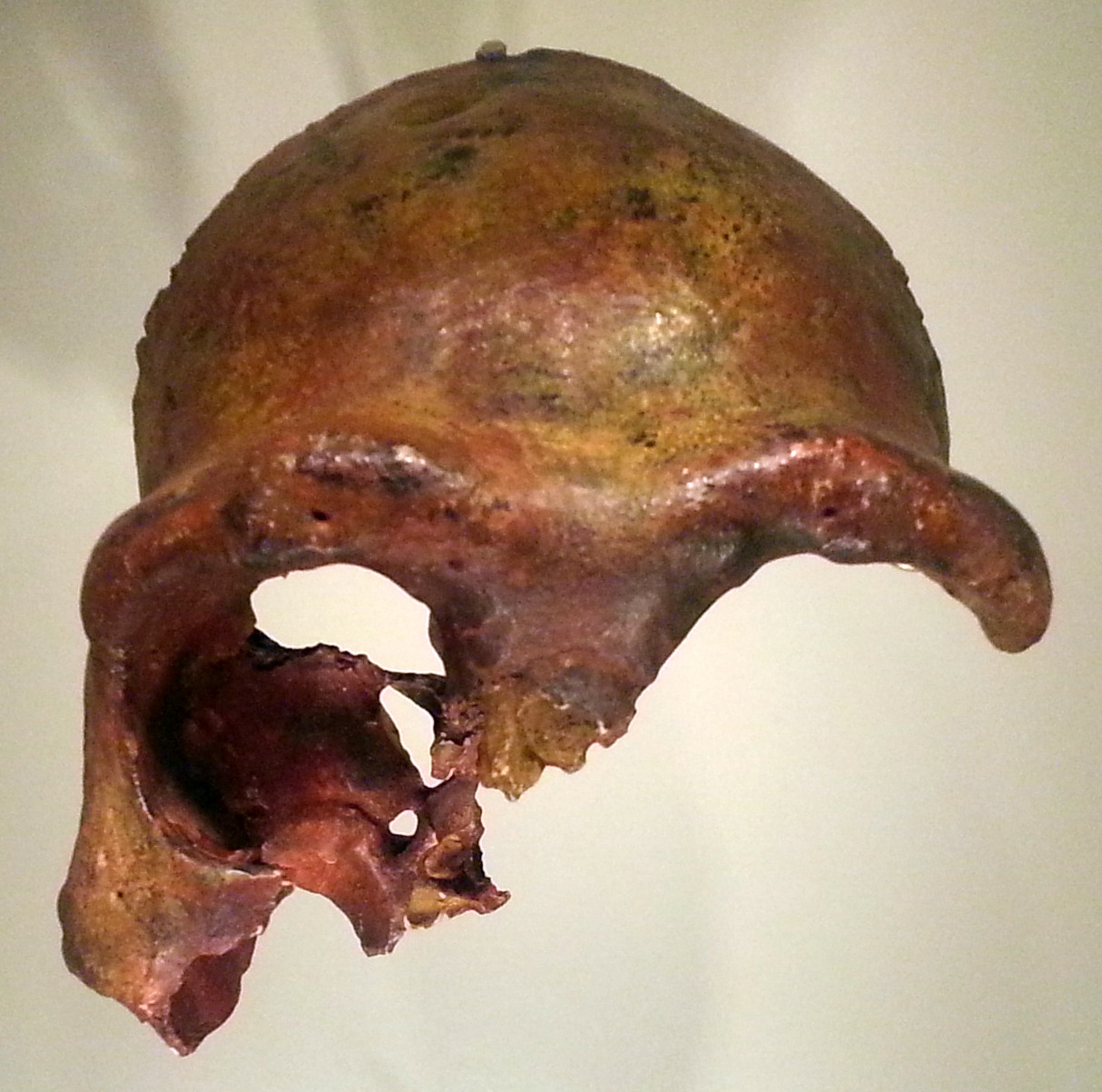
Restes du crâne de l'« Homme de Galilée ».

### Paléolithique moyen
Le début du Paléolithique moyen est repéré par l'apparition, aux alentours de 250 000 AP, de l'industrie lithique de type moustérien, caractérisée par un débitage à partir d'un nucléus (noyau) préparé suivant la méthode Levallois. Cette période est surtout connue par des sites de grottes au Levant (comme en Europe du reste), là encore ceux de Nahal Amud (Grotte des Voleurs, grotte d'Amoud), Wadi el-Mughara/Nahal Me'arot et de la zone du mont Carmel (grotte de Tabun, el-Wad, Skhul, Gamal, Kébara), aussi en Galilée (Hayonim, Qafzeh), en Syrie (Dederiyeh) ; quelques sites de plein air sont connus (Hummal en Syrie, Quneitra sur le plateau du Golan). La grotte de Tabun en particulier a servi à établir la chronologie de la période à la suite des travaux de Dorothy Garrod. La séquence chronologique a été affinée par L. Copeland en 1975 suivant un rythme en trois temps :
- Phase I, type-D de Tabun (ou Abou Sifien), avec des nucléus allongés, débités pour produire des lames, avec un détachement unidirectionnel, suivant la méthode Levallois ou autre ;
- Phase II, type-C de Tabun, avec moins de lames et plus d'éclats, des outils produits à partir de nucléus Levallois avec préparation centripète ;
- Phase III, type-B de Tabun, caractérisée par des pointes Levallois larges, avec plan de frappe dit en « chapeau de gendarme » et profil dit « en Concorde ».

Des propositions d'ajouts de phases à cette chronologie ont été faites. Ainsi les grottes de Hayonim et de Hummal semblent présenter une phase plus ancienne, le Moustérien « laminaire », avec une méthode de débitage spécifique, dite « de Hummal ». Néanmoins les variations entre les assemblages levantins du Moustérien sont plutôt limitées comparé à l'Europe.
Les restes humains retrouvés dans plusieurs grottes (Skhul, Qafzeh, Tabun, Kébara, Amoud, Dederiyeh) sont surtout ceux de néandertaliens et aussi d'humains anatomiquement modernes. Le plus ancien homme moderne de la région est daté de 120 000 AP (à Skhul) et le plus récent pour la période d'environ 85 000 AP, alors que le plus ancien néandertalien est daté d'environ 75 000 AP, et le plus récent de 48 000 AP. La présence d'humains anatomiquement modernes semblerait donc plus ancienne dans la région. Quoi qu'il en soit il n'y a pas de distinction claire entre les deux dans l'industrie lithique, qui est moustérienne, ni dans leur habitat. Il a d'ailleurs pu être avancé que tous les restes humains du Levant relèveraient d'un même groupe, d'un type différent de celui connu en Europe, ce qui reste une vision minoritaire.
Les sépultures apparaissent à cette époque (Skhul, Qafzeh), avec dans certains cas du matériel funéraire (mandibule de sanglier à Skhul, bois de daim à Qafzeh), témoignant d'un univers symbolique plus complexe, ce qui est confirmé par les découvertes du site irakien de Shanidar, daté de la même période. Les autres traces de comportement social plus complexe sont l'utilisation de pigments minéraux et de coquillages ornementaux, ainsi qu'une petite plaque gravée trouvée à Quneitra.

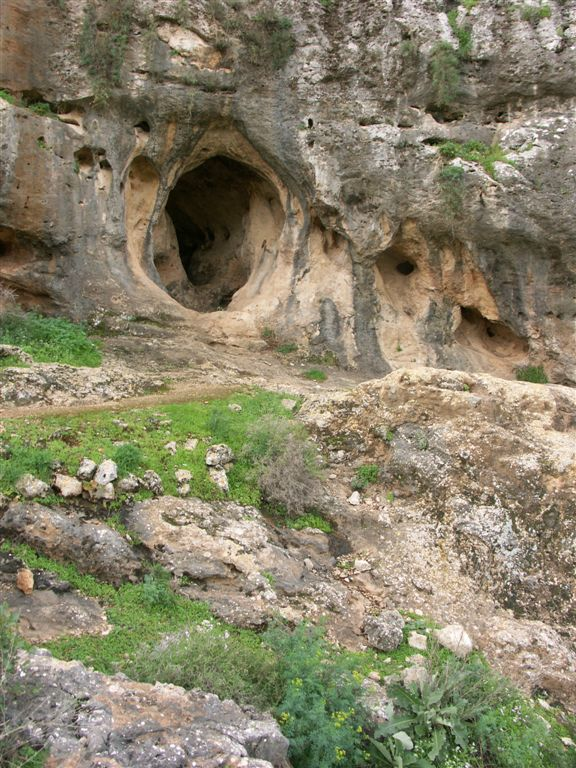
La grotte de Skhul.
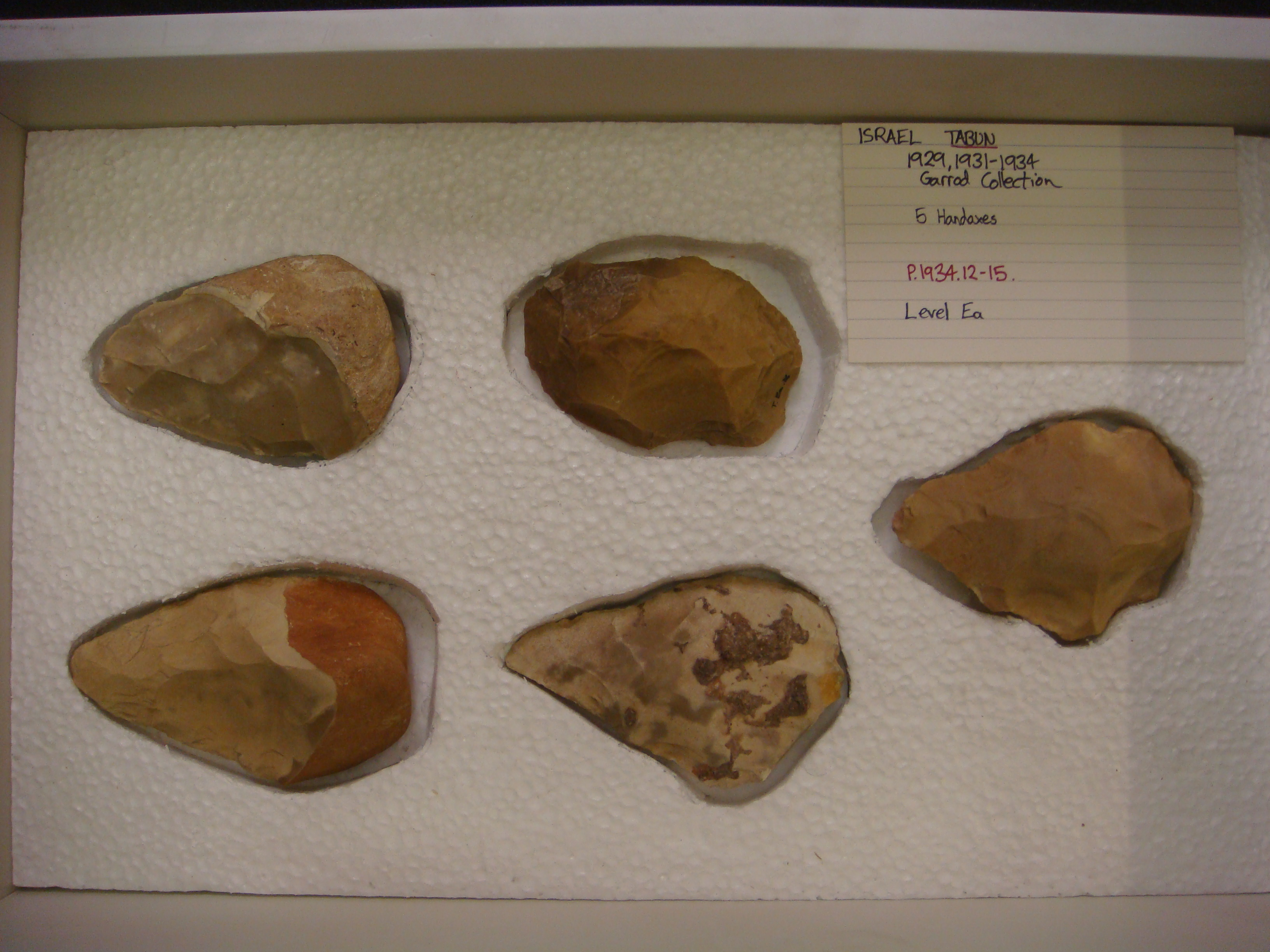
Haches en silex de la grotte de Tabun (fouilles D. Garrod). British Museum.
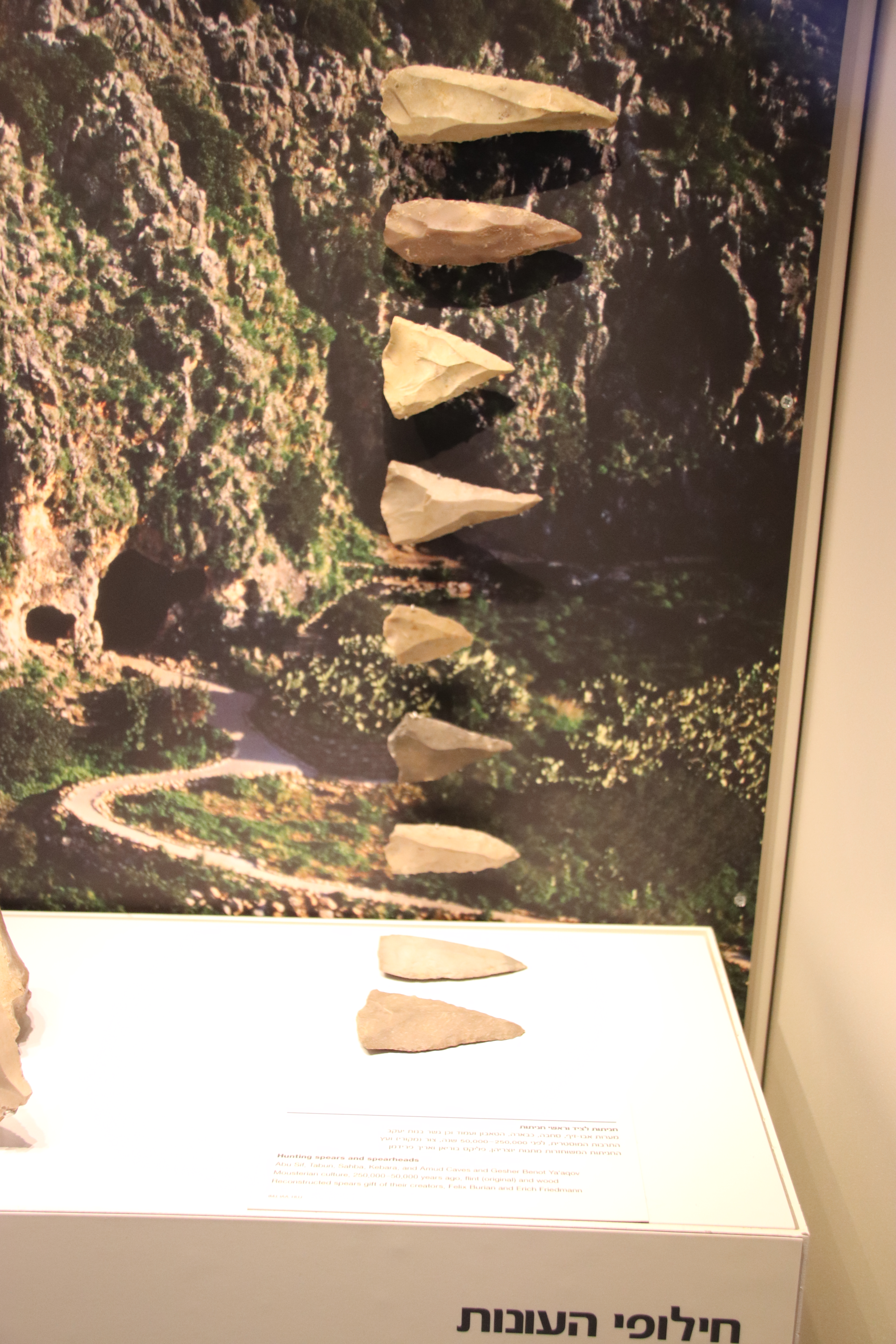
Têtes de lances en silex du Moustérien. Musée d'Israël.
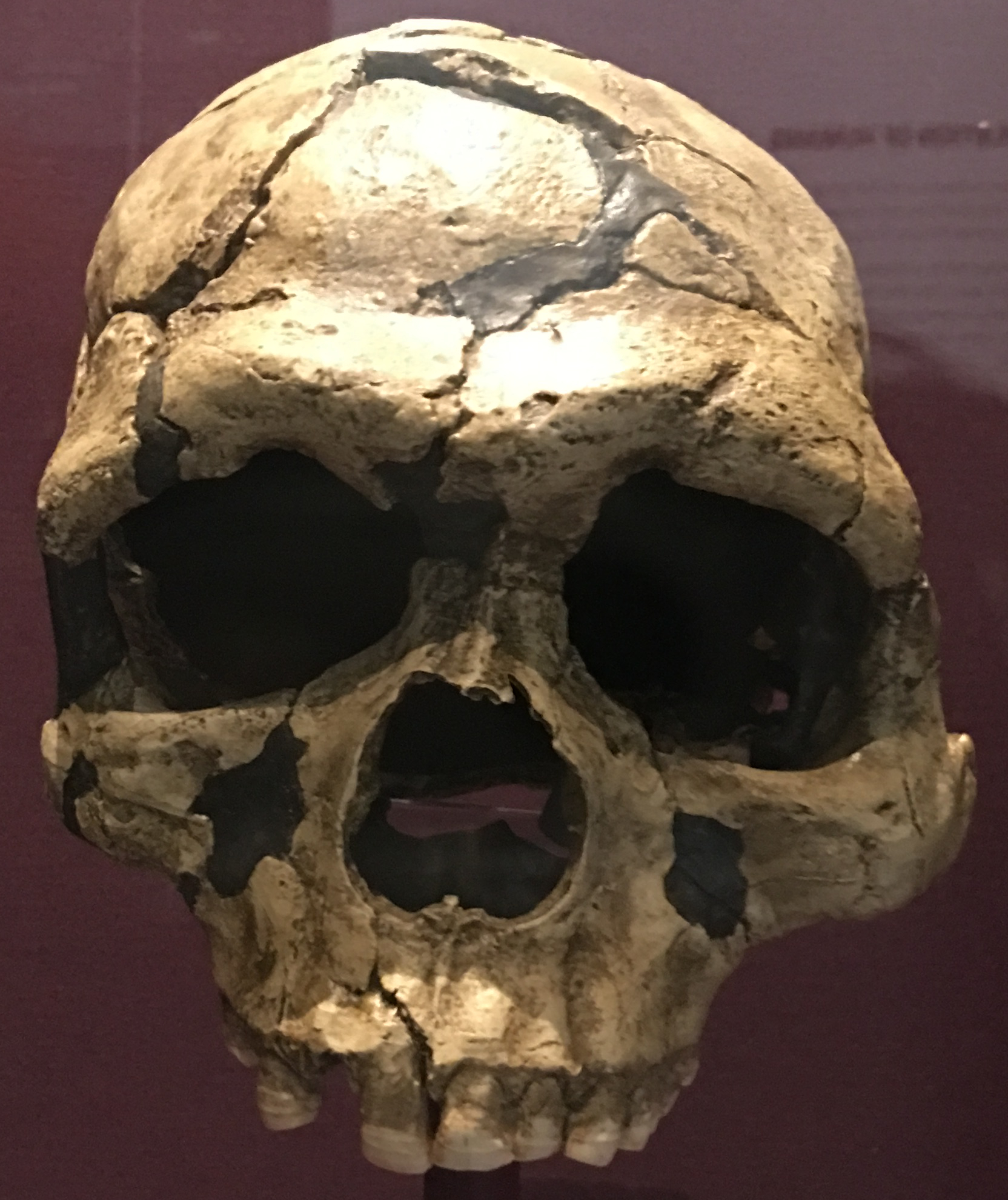
Moulage du crâne de Qafzeh VI.
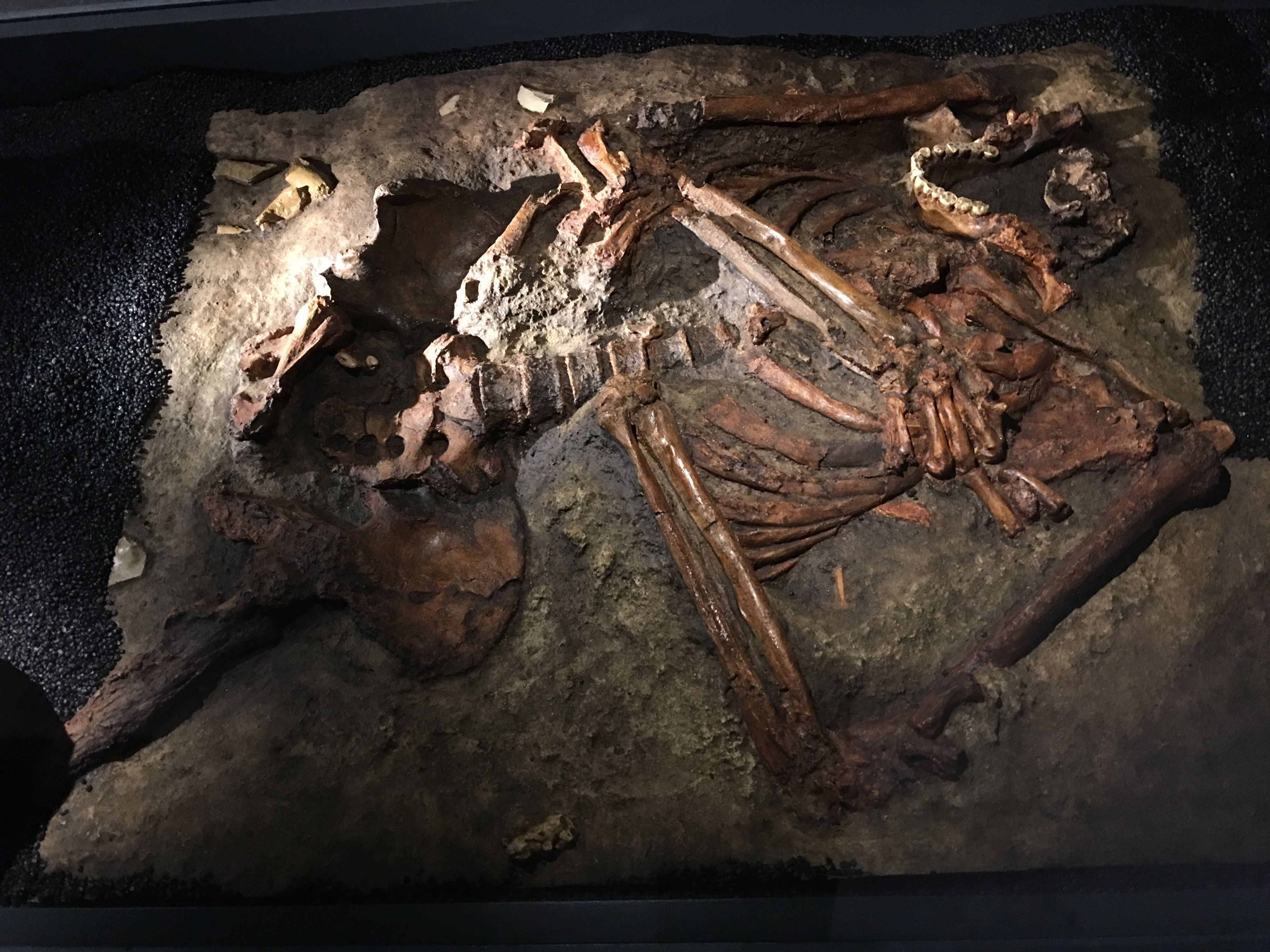
Moulage du squelette de Kébara II.

### Paléolithique supérieur
Le passage du Paléolithique moyen au Paléolithique supérieur (v. 48/45 000 AP) se produit durant une phase dite de « Paléolithique supérieur initial », ou « Émirien » (d'après la grotte d'Emireh). Les sites de ce niveau combinent des outils présentant des caractéristiques de type moustérien, avec la méthode Levallois, et d'autres qui sont plus caractéristiques du Paléolithique supérieur, comme la fabrication de lames, grattoirs et burins. On a donc pu parler d'« industries transitionnelles » pour cette période, puisqu'on y retrouve par endroit des pointes de forme de type Levallois mais taillées suivant une autre méthode de débitage, bidirectionnelle. On peut distinguer deux groupes de sites relevant de cette période : un ensemble au Levant nord, avec le site d'abri de Ksar 'Akil au Liban littoral, Umm el Tlel dans l'oasis d'el Kowm (qui a donné son nom à un type de pointes spécifiques), les grottes d'Üçagizli et Kanal dans le Hatay tout au nord du littoral levantin ; un autre groupe de sites au Levant sud, avec notamment la présence de pointes « émiriennes » (grottes d'Emireh et d'el-Wad, Boker Tachtit au Néguev).
La Paléolithique supérieur ancien qui prend la suite de ces premiers complexes est d'abord marqué par un assemblage spécifique au Levant, l'Ahmarien (d'après la grotte d'Erq el-Ahmar), qui débute vers 42 000 AP, et se divise en deux phases, une première allant jusqu'à environ 30 000 AP, et la seconde se terminant vers 23/22 000 AP. La première phase se retrouve surtout dans les zones semi-arides du Levant, sur des sites de campement en plein air. Son outillage est surtout caractérisé par des lames, mais aussi par les pointes d'el Wad et par quelques outils en os. L'ocre est utilisée et des roches non travaillées servant à la mouture ont été identifiées dans divers sites (avec des traces d'ocre sur certaines). C'est de cette période que date le plus ancien squelette d'humain moderne du Paléolithique supérieur levantin, « Egbert », trouvé à Ksar 'Akil. Vers 37 000 AP la zone côtière est caractérisée par une industrie lithique de type aurignacien, qui dure jusqu'à environ 33 000 AP. Elle se retrouve dans les grottes du Levant méridional et central (el Wad, Kébara, Raqefet, Hayonim, Ksar 'Akil, Yabroud). L'industrie lithique présente des spécificités qui la distinguent de l'Aurignacien européen. L'outillage est surtout connu par des éclats, les objets taillés sont des lames et lamelles, avec les pièces carénées caractéristiques de l'Aurignacien et se trouvent aussi des objets en os et bois de cervidés. Il n'y a pas de traces d'habitat sur les sites, les foyers étant les principaux éléments visibles. Les restes végétaux ne sont pas préservés, et les restes animaux sont ceux de daims, gazelles, bovidés, mouflons, lézards, tortues et mollusques.

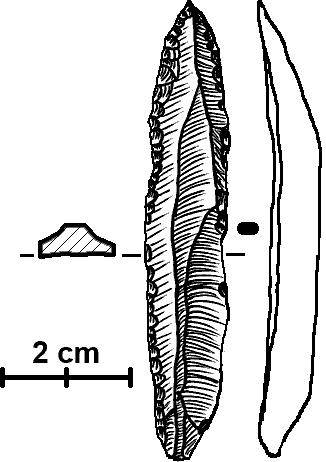
Dessin d'une pointe d'el Wad, caractéristique de l'Ahmarien.
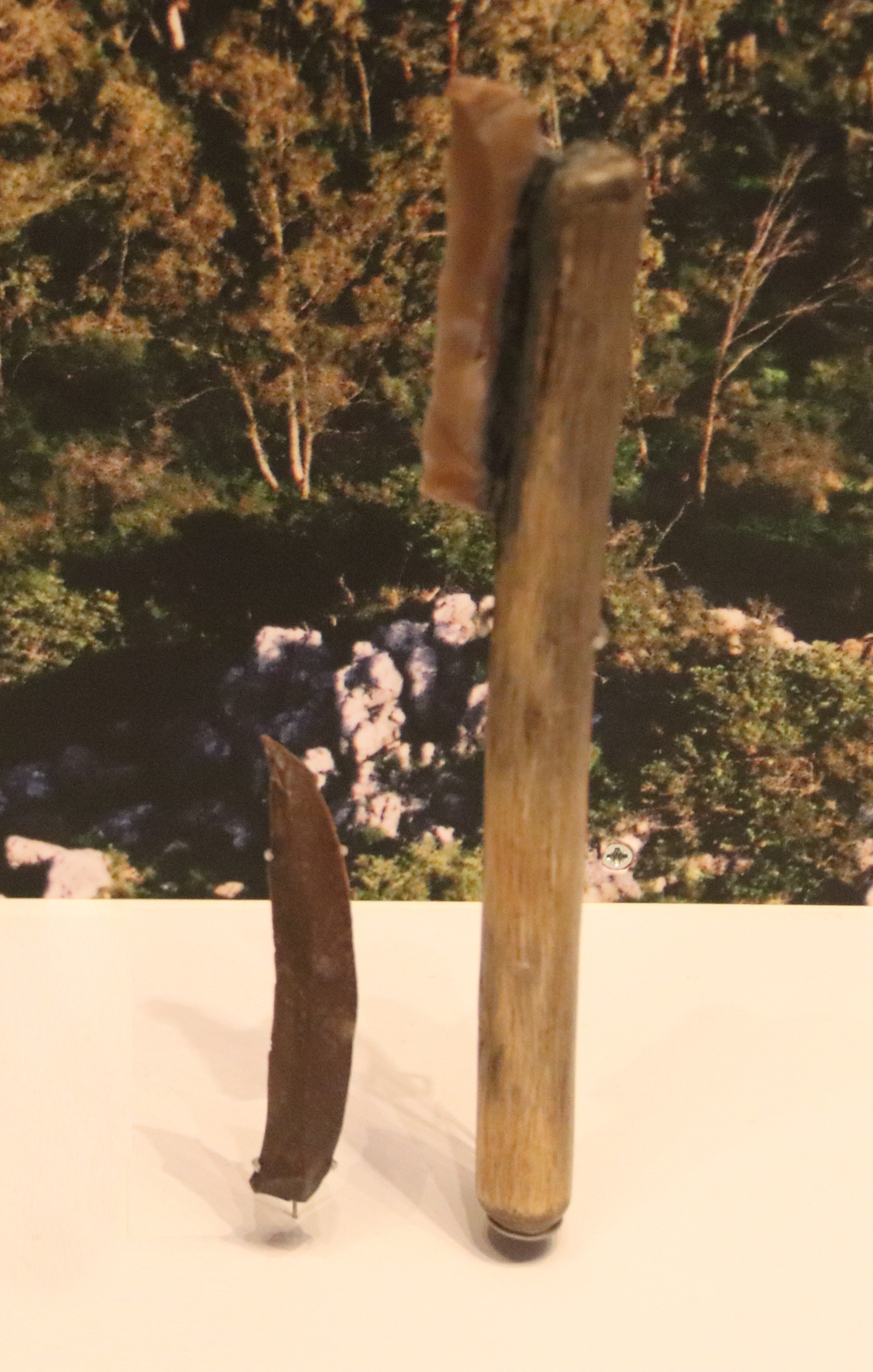
Lames en silex. Nahal Boqer, Ahmarien.
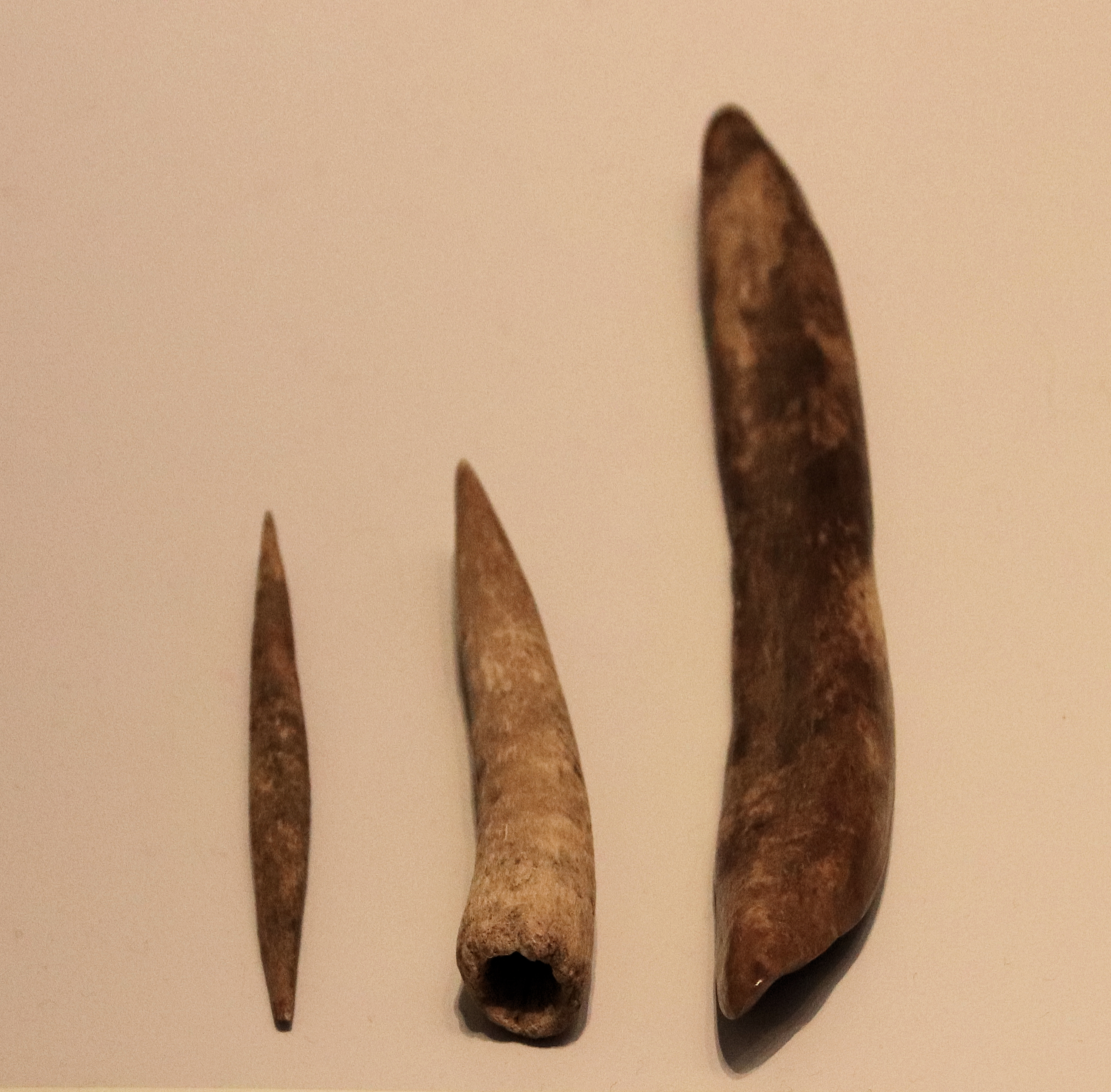
Outils en os. Hayonim, Aurignacien levantin.
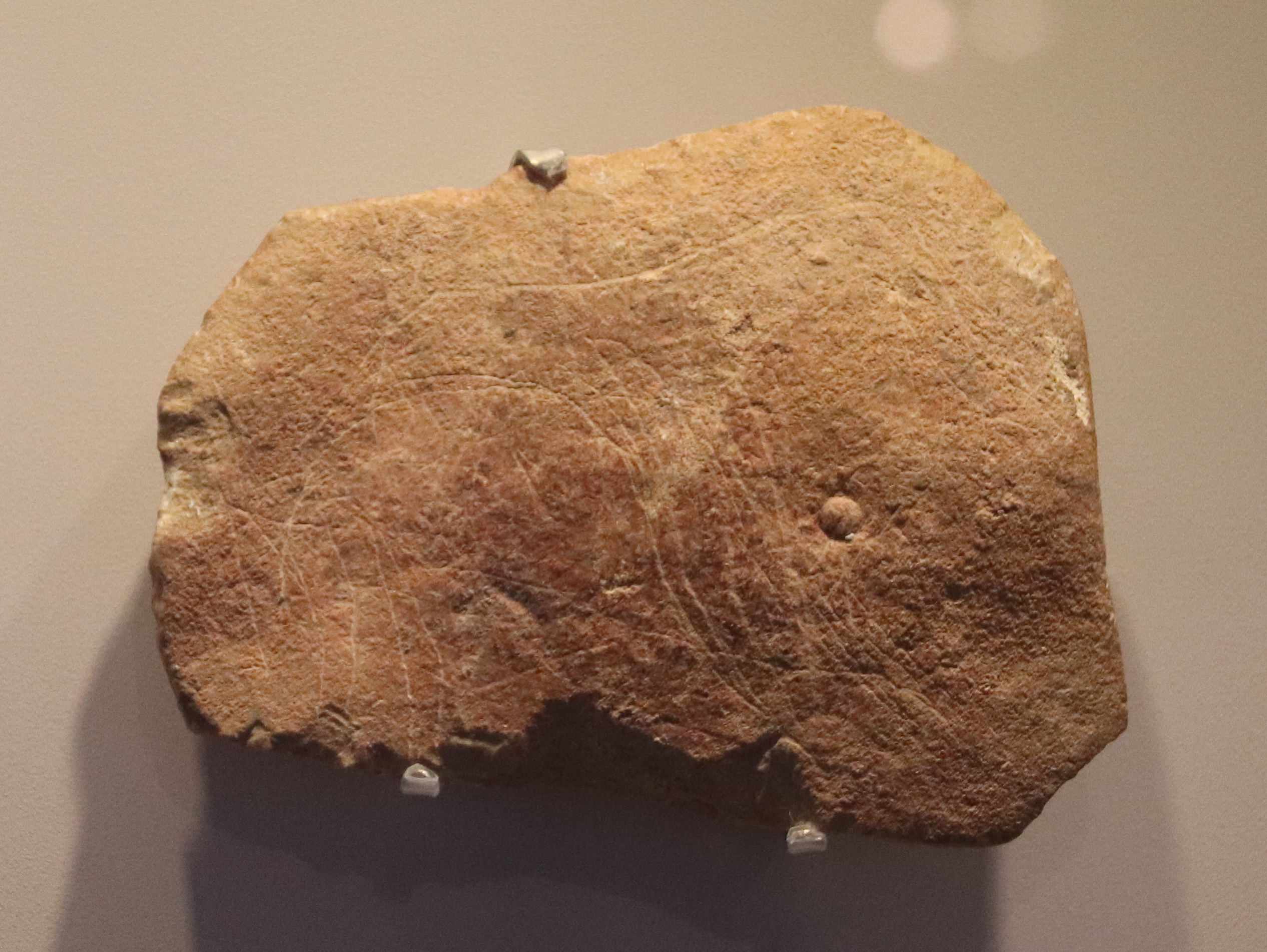
Gravure sur pierre, représentant un équidé. Hayonim, Aurignacien levantin.
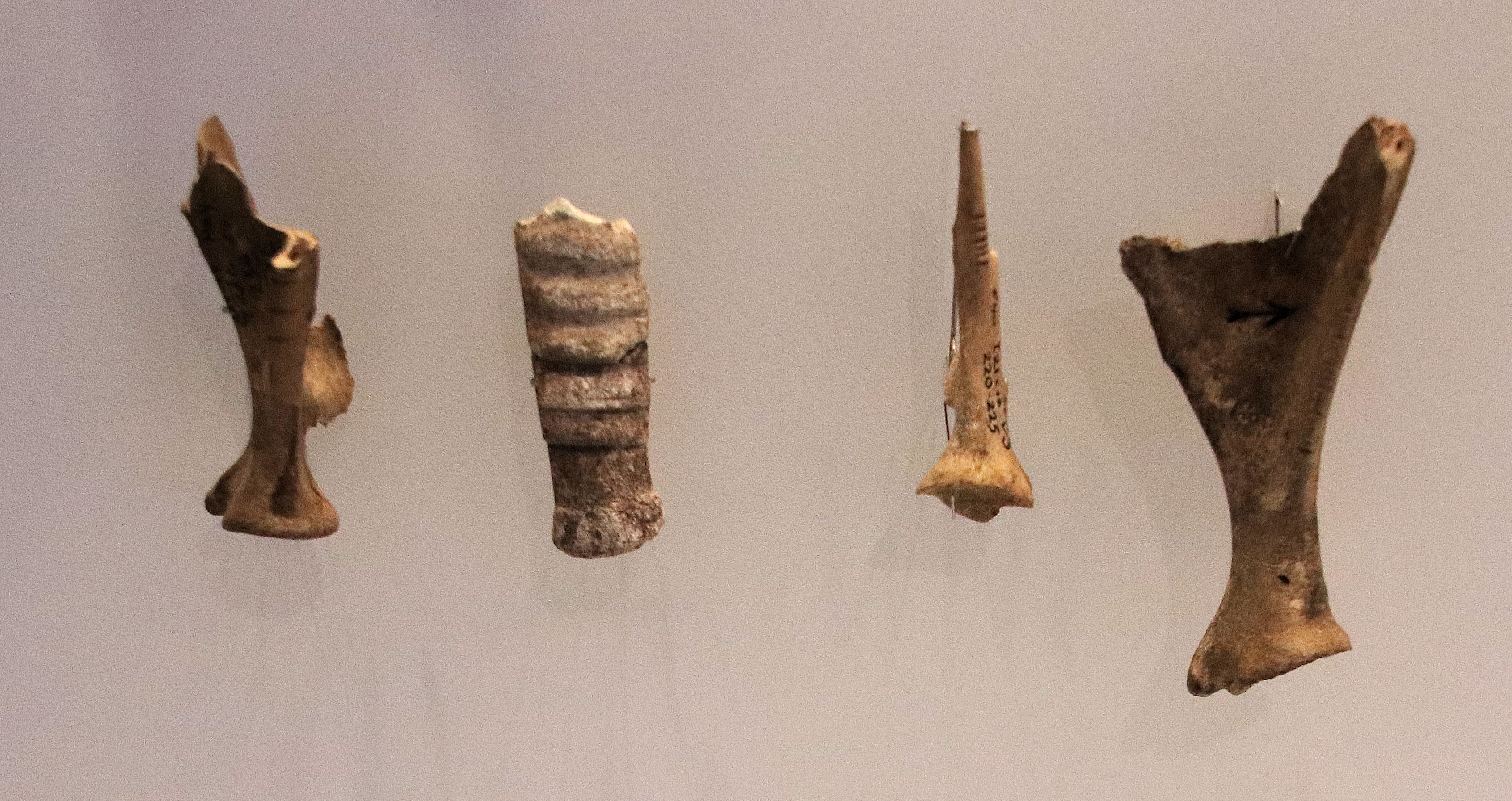
Os incisés. Hayonim, Aurignacien levantin.

La phase tardive du Paléolithique supérieur levantin est mal définie. L'Atlitien, marqué par la quasi-absence de lames et lamelles, est identifié sur certains sites du Levant sud méditerranéen, et daté d'environ 27/26 000 AP. Une autre entité semble avoir existé à la même période dans les zones arides de l'intérieur, où elle succède à l'Ahmarien et dure d'environ 30 000 à 22 000 AP, mais elle est encore mal connue et non dénommée.

## Épipaléolithique
La phase qui succède au Paléolithique supérieur vers 23 000 AP est généralement désignée comme un Épipaléolithique dans le contexte du Levant, marquée par l'évolution de l'outillage lithique vers une prédominance des microlithes. On ne parle pas, ou très peu, de Mésolithique dans ce contexte, comme cela se fait pour l'Europe. Cette période est caractérisée par une plus grande territorialité du peuplement, peut-être en lien avec une pression démographique, qui conduit finalement à l'apparition de la sédentarité durant la phase récente, le Natoufien.

### Épipaléolithique ancien
L'Épipaléolthique ancien prend place durant le maximum tardiglaciaire, une période généralement tenue pour être aride et froide, avec un niveau de la mer inférieur de 100 à 120 m à l'actuel. On peut distinguer plusieurs complexes à cette période. Pour la période la plus ancienne, un Ahmarien tardif ou Masraquien (v. 24 000-19 000 AP), dont l'industrie lithique présente des continuités avec l'Ahmarien ancien, mais évolue vers la réduction de la taille des outils et l'importance croissante des lamelles. Elle est surtout connue par le site d'Ohalo II (qui peut aussi être rattaché au Kébarien), daté d'environ 23 000-22 000 AP, situé en bordure du lac de Tibériade (asséché de nos jours), ce qui a permis d'exceptionnelles conditions de conservation de restes végétaux. Le Nébékien (v. 23 000-21 000 AP) se trouve dans les steppes à l'est du Jourdain et est notamment caractérisé par le développement du coup du microburin pour produire des microlithes. Le Kébarien (v. 21 000-18 000 AP) est surtout localisé dans la zone méditerranéenne (grotte de Kébara, Ein Gev I) et est caractérisé par des micropointes et les pointes de Kébara, lamelles à dos et à troncature oblique. Le Nizzanien (v. 20 000-18 000 AP) se développe plus à l'est (Azraq XIII, Kharaneh IV, Wadi Jilat 6, Jiita II), peut-être dans la continuité du Nébékien ; en tout cas le procédé du microburin y est courant.
Les sites de ces périodes ont livré des restes d'habitations, de petites huttes dont le sol est creusé. Ils sont en général de petite taille, 25 à 100 m², parfois jusqu'à 250 m² dans le Kébarien, tandis que le Nizzanien est caractérisé par des sites d’agrégation de grande taille (Wadi Jilat 6, Kharaneh IV, environ 20 000 m²) qui doivent être des lieux de réunions périodiques, entourés de campements plus petits. Les groupes sont très mobiles et exploitent les ressources dans un rayon de 10 à 15 kilomètres autour des campements, afin de profiter des différentes niches écologiques du Levant. Le site d'Ohalo II est une source exceptionnelle sur la subsistance de ces époques, puisque les restes de plantes y ont été préservés à la suite de la submersion du site : on y trouve de nombreuses petites herbes, des céréales sauvages, des fruits, notamment à coque. La chasse concerne une grande variété d'espèces, selon les milieux (gazelle, cervidés, chèvres, sangliers, beaucoup de petit gibier comme des lièvres et renards, etc.),. Du mobilier de broyage apparaît sur les sites (pilons et mortiers, meules et molettes). Peu d'objets en os ont été retrouvés. Quelques tombes ont été mises au jour, dans des fosses aux abords des campements, la crémation est pratiquée sur le site de Kébara. Les objets « artistiques » sont également peu nombreux, avec une plaque gravée trouvée à Urkan e-Rubb II.

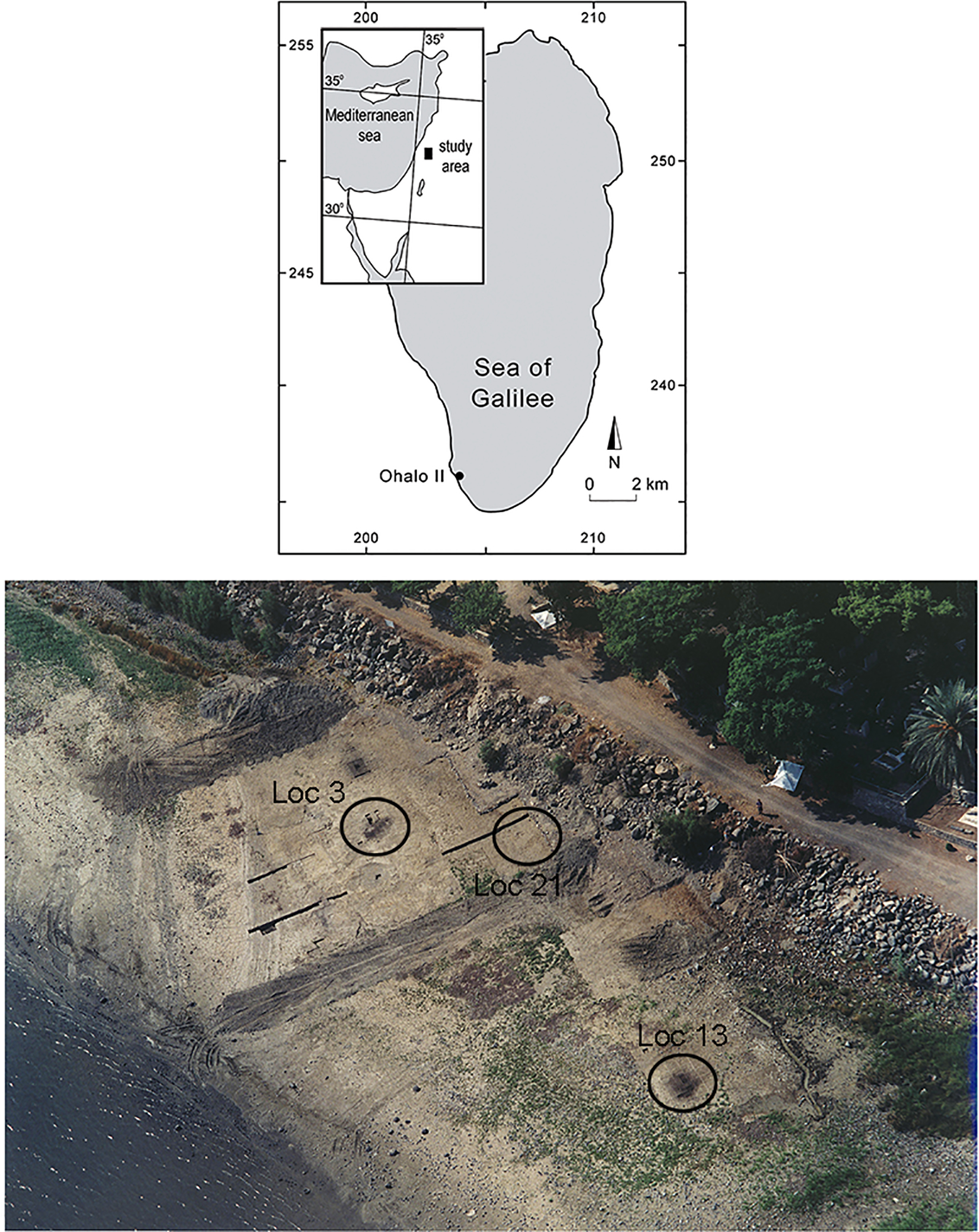
Localisation et vue aérienne du site d'Ohalo II.
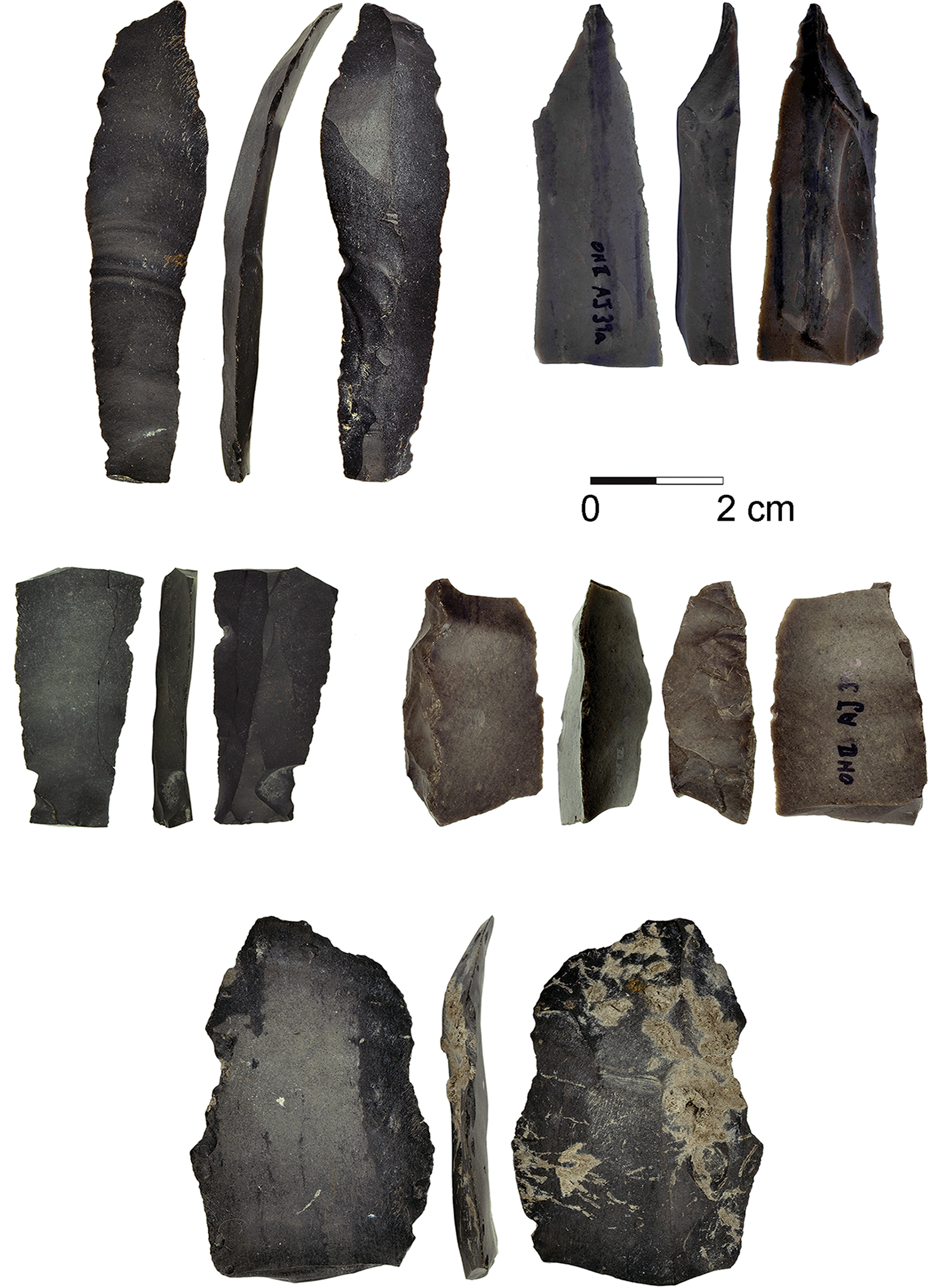
Lames ayant servi à moissonner des céréales, Ohalo II.
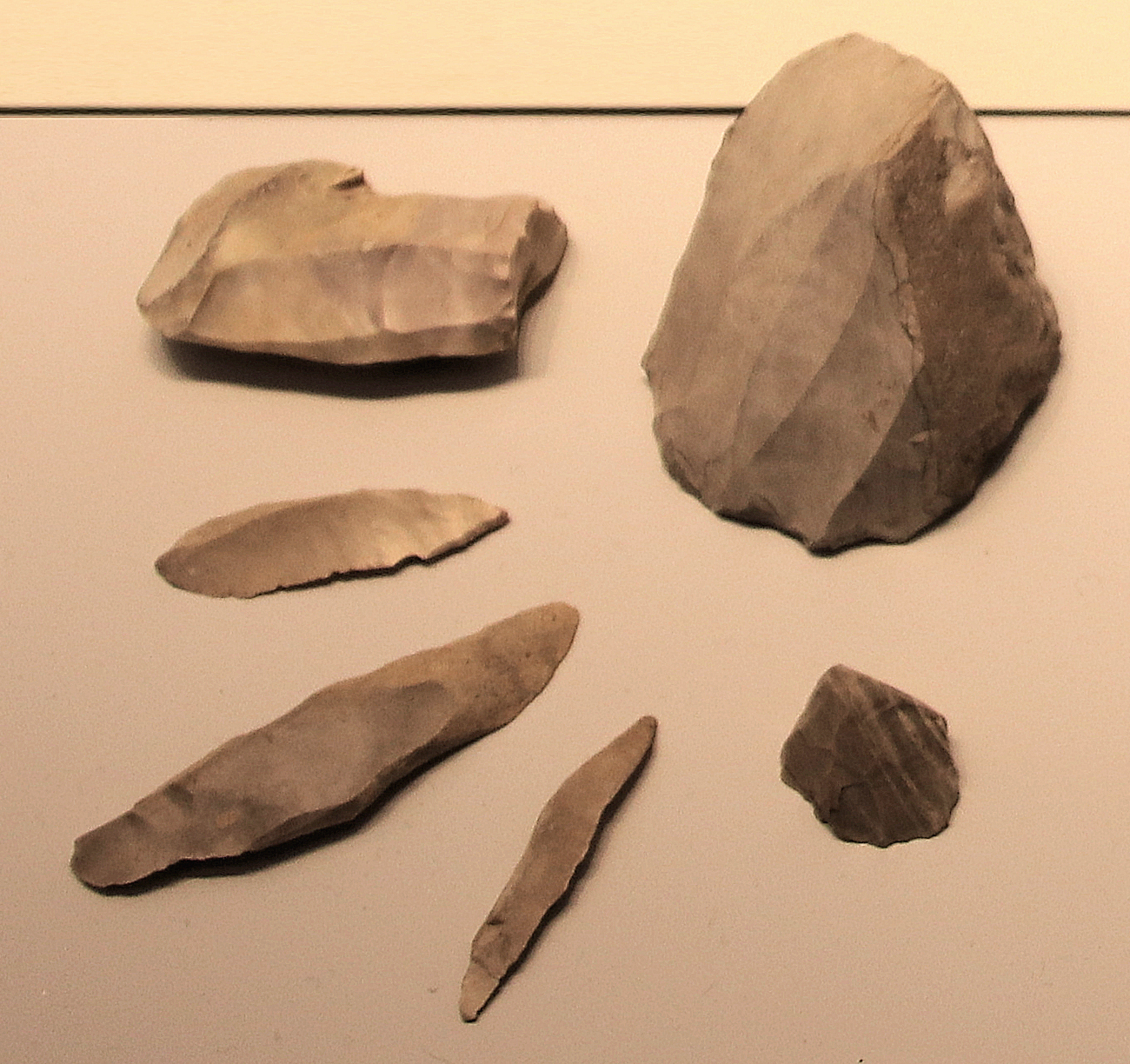
Nucléus et microlithes kébariens.
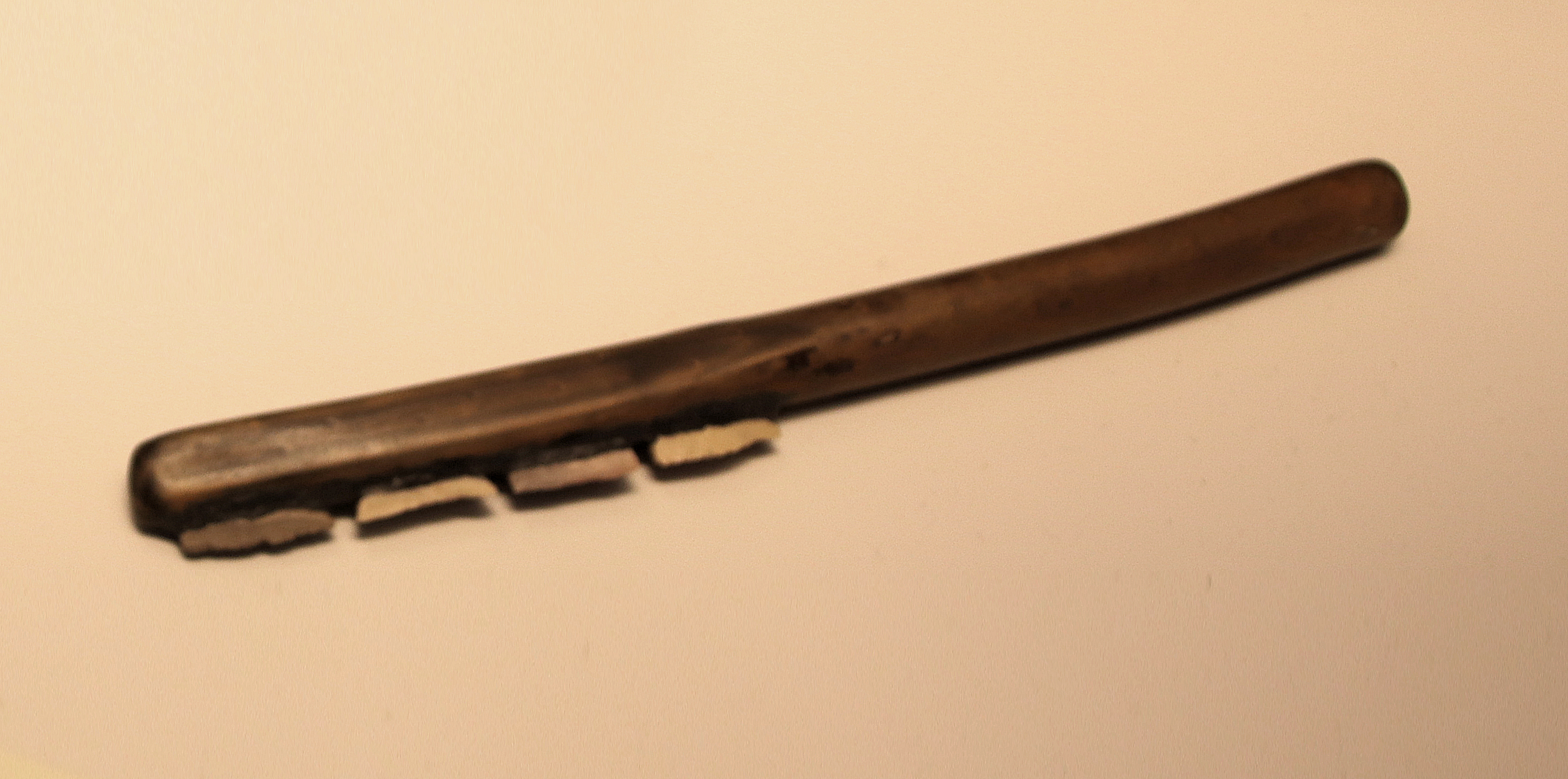
Microlithes emmanchés dans un « couteau », Kébarien.
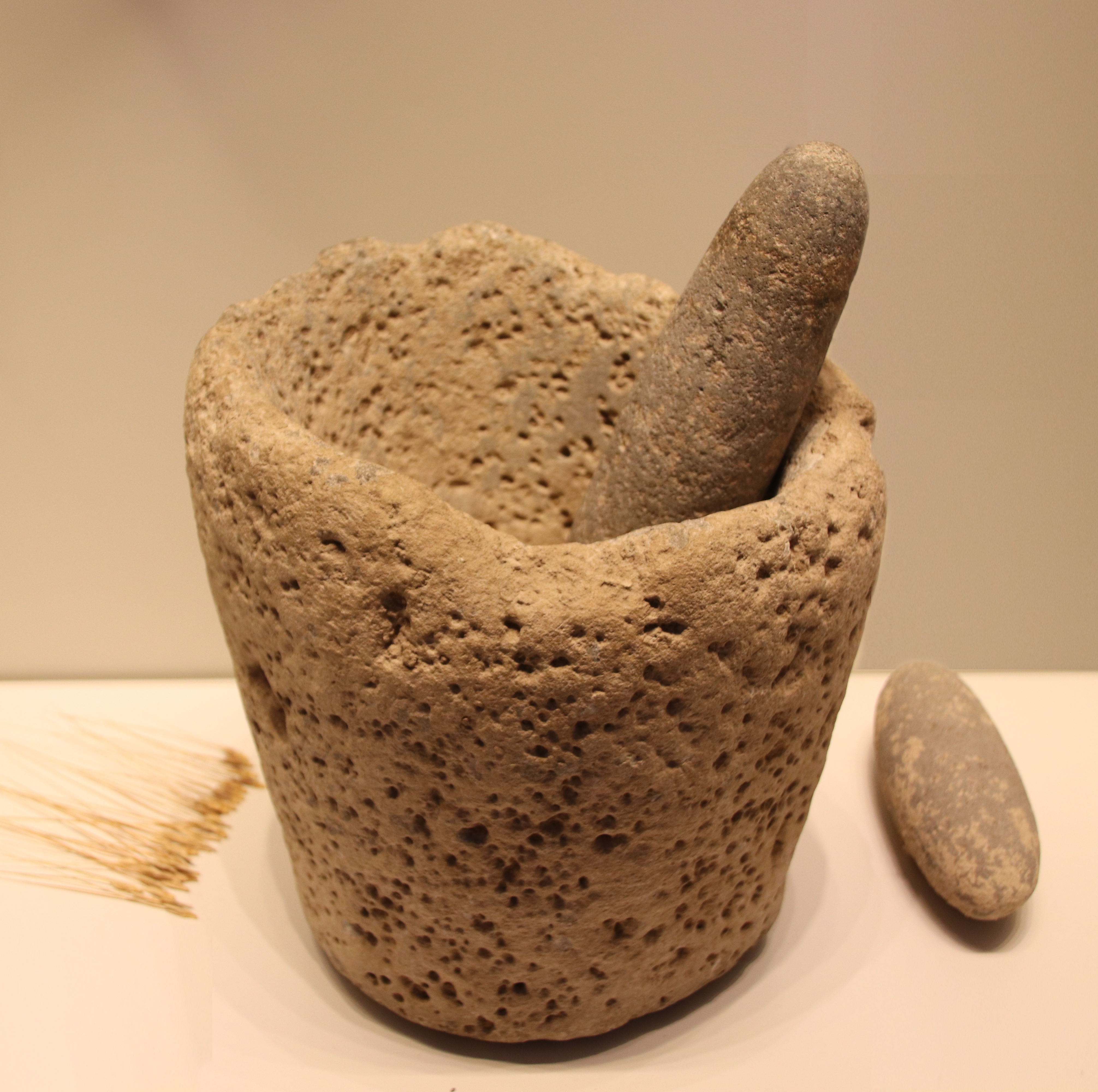
Mortier et pilon d'Ein Gev, Kébarien
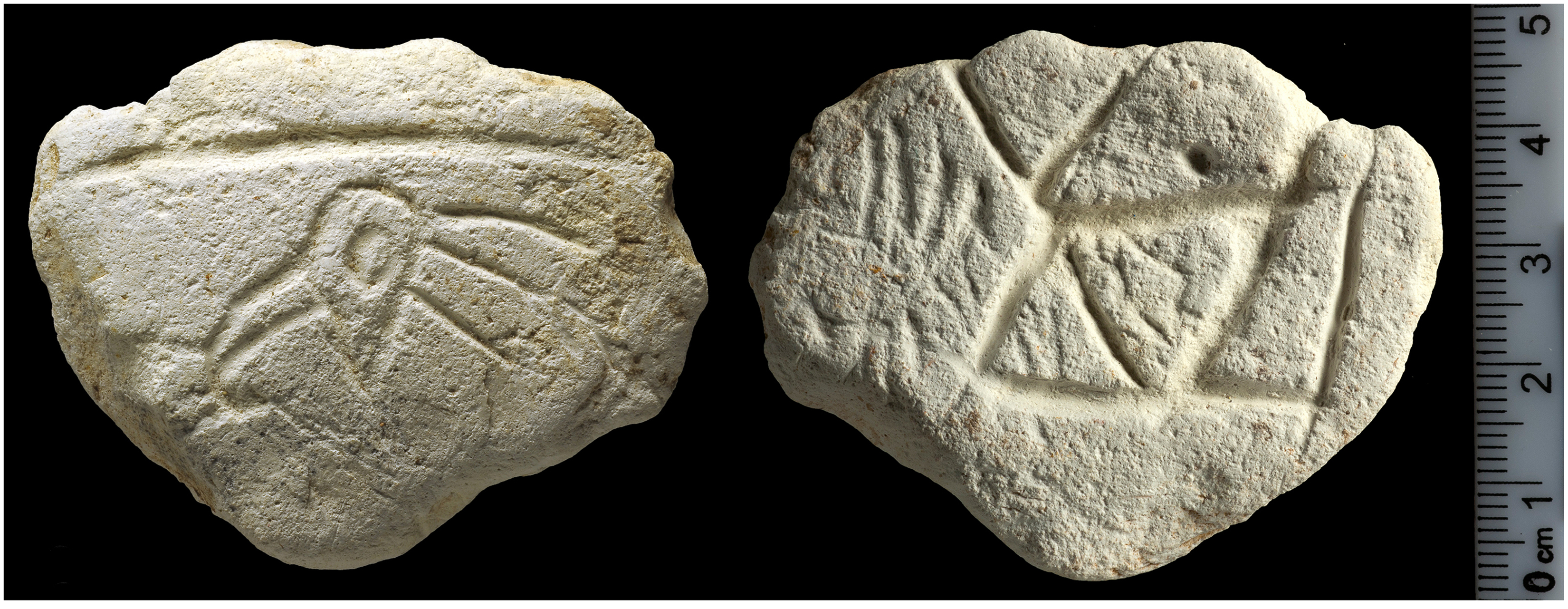
Plaquette gravée avec un oiseau, Ein Qashish sud, Kébarien ou Kébarien géométrique.

### Épipaléolithique moyen
L'Épipaléolithique moyen voit la fin du maximum tardiglaciaire et le début d'une phase de réchauffement et d'humidification du climat, dite Bölling-Alleröd, ce qui se traduit notamment par l'extension de la zone de steppe et la constitution de milieux aux ressources botaniques plus riches. Cette période comprend deux entités. Le Kébarien géométrique (v. 17 500-14 500 AP), repéré dans tout le Levant depuis El Kowm au nord jusqu'au Sinaï méridional au sud, succède comme son nom l'indique au Kébarien et est caractérisé par une industrie microlithique comprenant des lamelles en forme trapèze-rectangle, très standardisée. Les sites d'habitat sont très mal connus, peu de tombes ont été découvertes et attribuées avec assurance à cette phase. Le Mushabien (b. 17 000-14 500 AP) est identifié dans le Néguev et le Sinaï, caractérisé par des lamelles à dos arquées généralement débitées par la méthode du microburin. Il évolue ensuite vers un profil dit Ramonien, qui dans sa phase récente est contemporain du Natoufien ancien, caractérisé par des lamelles à dos et tronquées, puis les demi-cercles (lunates) bifaces, retouchés par la méthode dite Helwan. Les sites de ces régions sont en général petits, mais on y trouve aussi des plus vastes campements d'agrégation. Les sites de l'Épipaléolithique moyen présentent des foyers, et des formes de plâtre servent pour emmancher des objets dans l'aire du Kébarien géométrique, marquant ainsi un progrès dans les arts du feu. Le mobilier en pierre servant pour le broyage semble poursuivre son développement dans la continuité de la période précédente. Peu d'objets en os ont été repérés,.

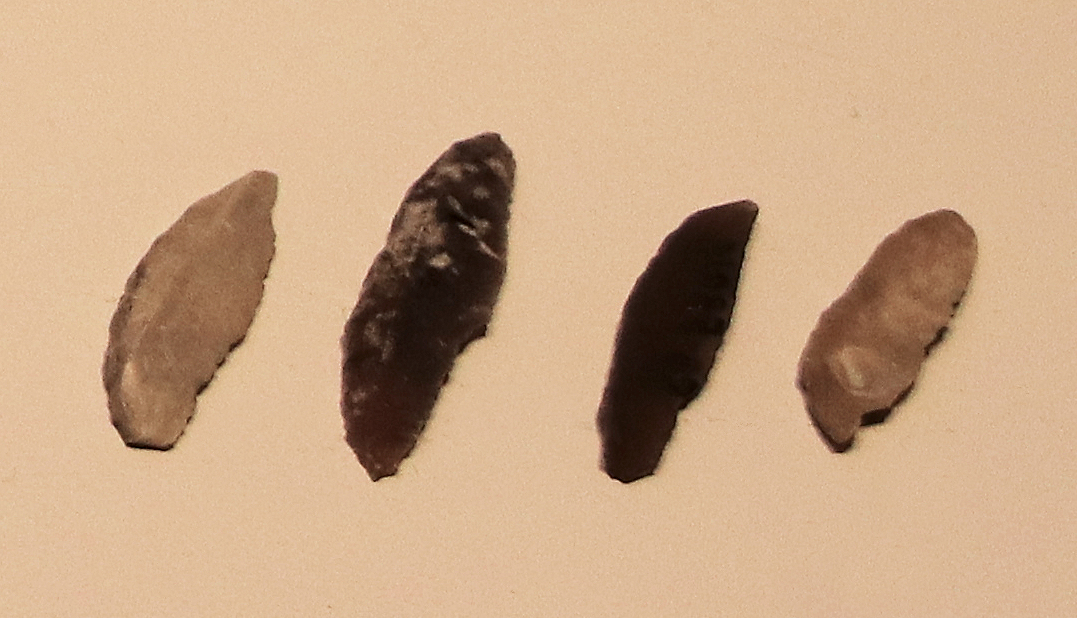
Microlithes du Mushabien.

### Épipaléolithique récent: Natoufien

Localisation des sites du Natoufien et associés.

Le Natoufien est la dernière période de l'Épipaléolithique levantin, qui va d'environ 14500 à 11500 BP. Il est divisé en deux sous-périodes, le Natoufien ancien, jusqu'à v. 13500 AP, et le Natoufien récent, auquel est parfois ajouté un Natoufien final. Le Natoufien ancien se situe durant les conditions climatiques favorables du Bölling-Alleröd, en revanche sous le Natoufien récent le climat se dégrade avec l'irruption du Dryas récent, phase de refroidissement et d'assèchement.
Le Natoufien est initialement identifié dans le Levant sud à la grotte de Shuqba du Wadi en-Natuf qui lui a donné son nom, dans les grottes de la région du Mont Carmel (el-Wad, Hayonim, Nahal Oren) puis dans la vallée du Jourdain (Mallaha, Wadi Hammeh 27, Ein Gev), puis il a été identifié sur d'autres sites plus au sud (Rosh Horesha, Beidha). Il est caractérisé par une industrie lithique dans laquelle les microlithes sont abondants, notamment les demi-cercles (lunates). Plusieurs sites de la même période situés au nord sont parfois rattachés à cette culture, mais la situation reste mal déterminée et ne fait pas consensus : par exemple Jeftelik au Liban, la grotte de Dederiyeh en Syrie centrale, et Abu Hureyra et Mureybet sur le Moyen Euphrate.
Le Natoufien est caractérisé par l'apparition de la sédentarité, certains sites étant des villages manifestement peuplés en permanence, ce qui constitue une étape supplémentaire dans le processus de territorialisation des groupes humains. Mais cela ne concerne pas tous les groupes, le degré de sédentarisation variant selon les groupes, les régions et les époques, certaines communautés restant mobiles, ou semi-sédentaires. Le Natoufien récent est en particulier marqué par le retour à un mode de vie plus mobile, sans doute en réponse aux conditions climatiques du temps, même s'il est possible qu'il ait aussi vu certains groupes choisir un ancrage territorial. Les villages ou hameaux sont constitués de petites constructions circulaires (parfois semi-circulaires) et semi-enterrées, mesurant environ six mètres de diamètre. Les premières constructions plus vastes avec une finalité potentiellement collective apparaissent (Mallaha). En tout cas l'organisation de l'habitat traduit des changements liés au choix de la sédentarité, avec la présence d'espace dédiés à des activités spécifiques, et aussi la présence plus courante de sépultures sur les sites.
La subsistance semble similaire à celle des périodes antérieures, mais des formes d'intensification sont visibles, en particulier avec la chasse de la gazelle, proie largement dominante. L'intensification de l'utilisation des plantes semble attestée par la présence de nombreux instruments de broyage et de faucilles servant à moissonner. Il a été proposé qu'une première domestication du seigle soit survenue à Abu Hureyra durant le Natoufien final, mais cette proposition n'a pas reçu une forte acceptation.
Les morts sont enterrés à proximité des sites, parfois dans de véritables cimetières, des tombes individuelles ou collectives. Certains portent du matériel distinctif, notamment des colliers en Dentalium, coquillage de forme allongée, ou des perles en os et des pendentifs. Du point de vue artistique, les représentations artistiques se développent, avec l'apparition des figurines animales et parfois humaines. Ces changements dans la symbolique sont manifestement liés aux évolutions sociales du Natoufien, notamment l'émergence d'une identité collective, avec un ressort territorial.

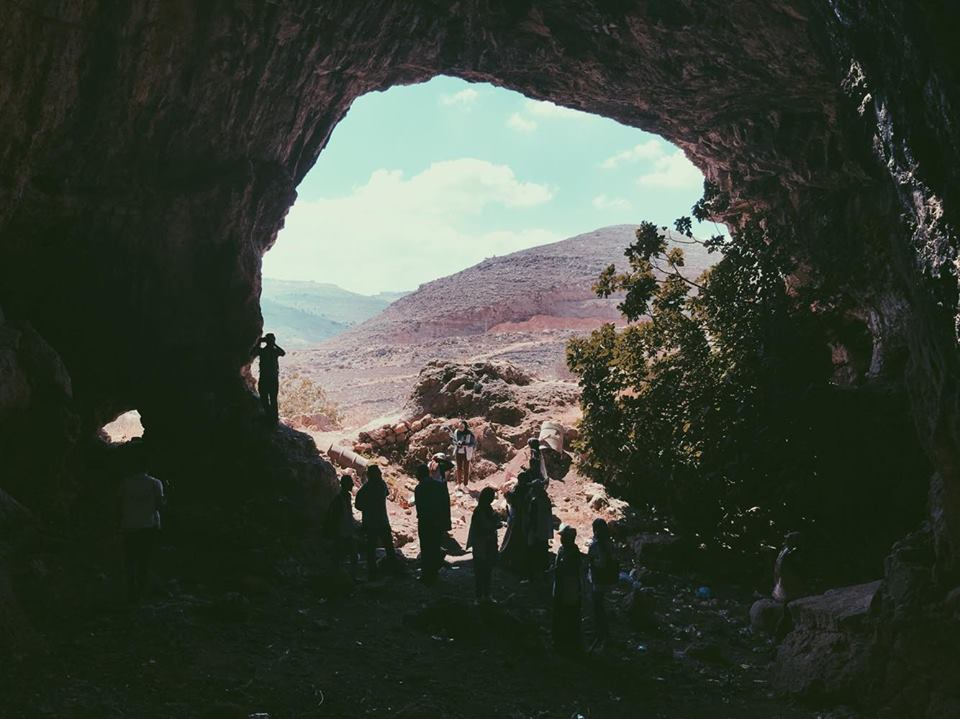
La grotte de Shuqba.
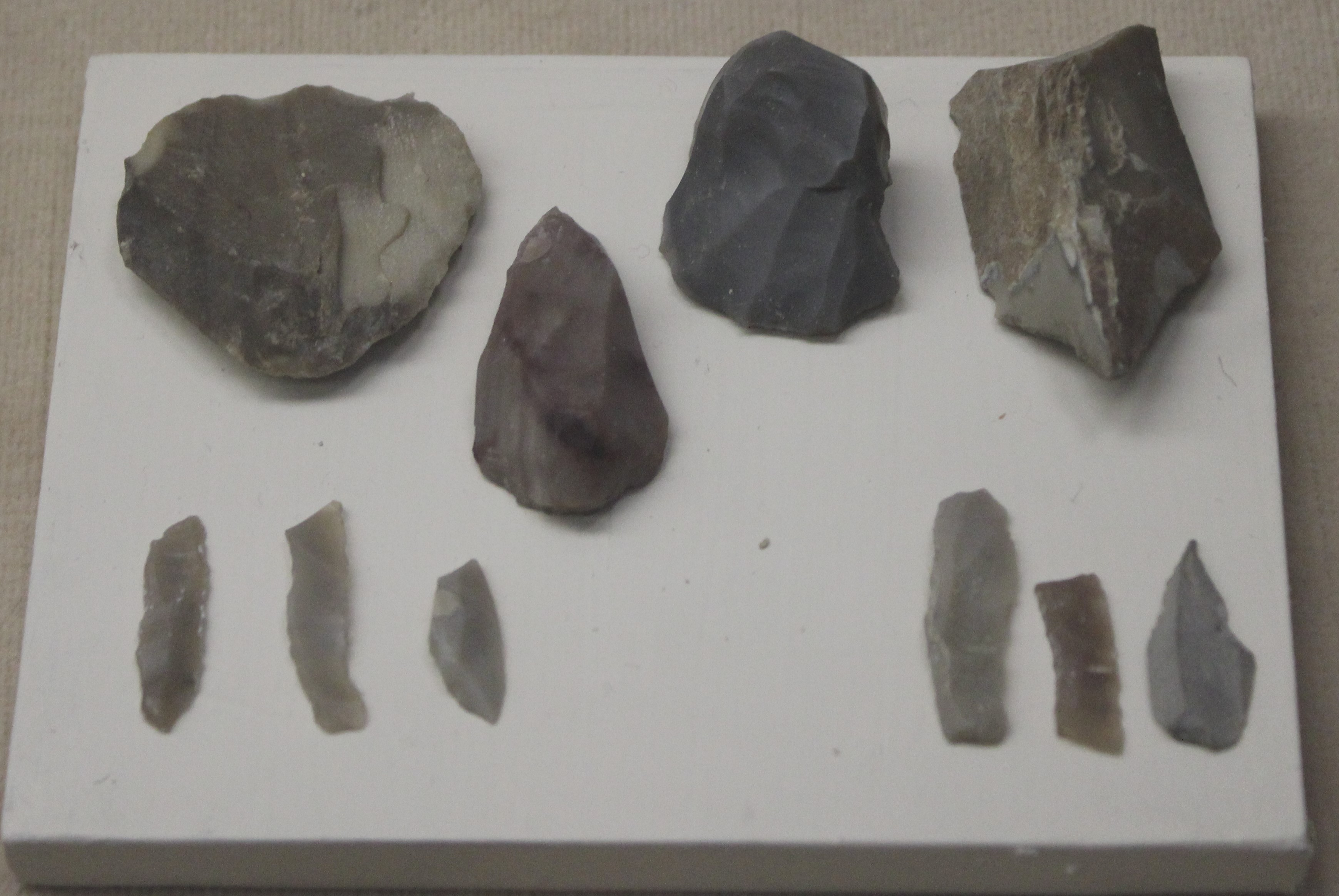
Outils en pierre taillée provenant du site d'Abu Sif : microlithes, lamelles à dos, perçoirs, grattoirs, nucléus. Natoufien récent. Musée d'archéologie nationale.
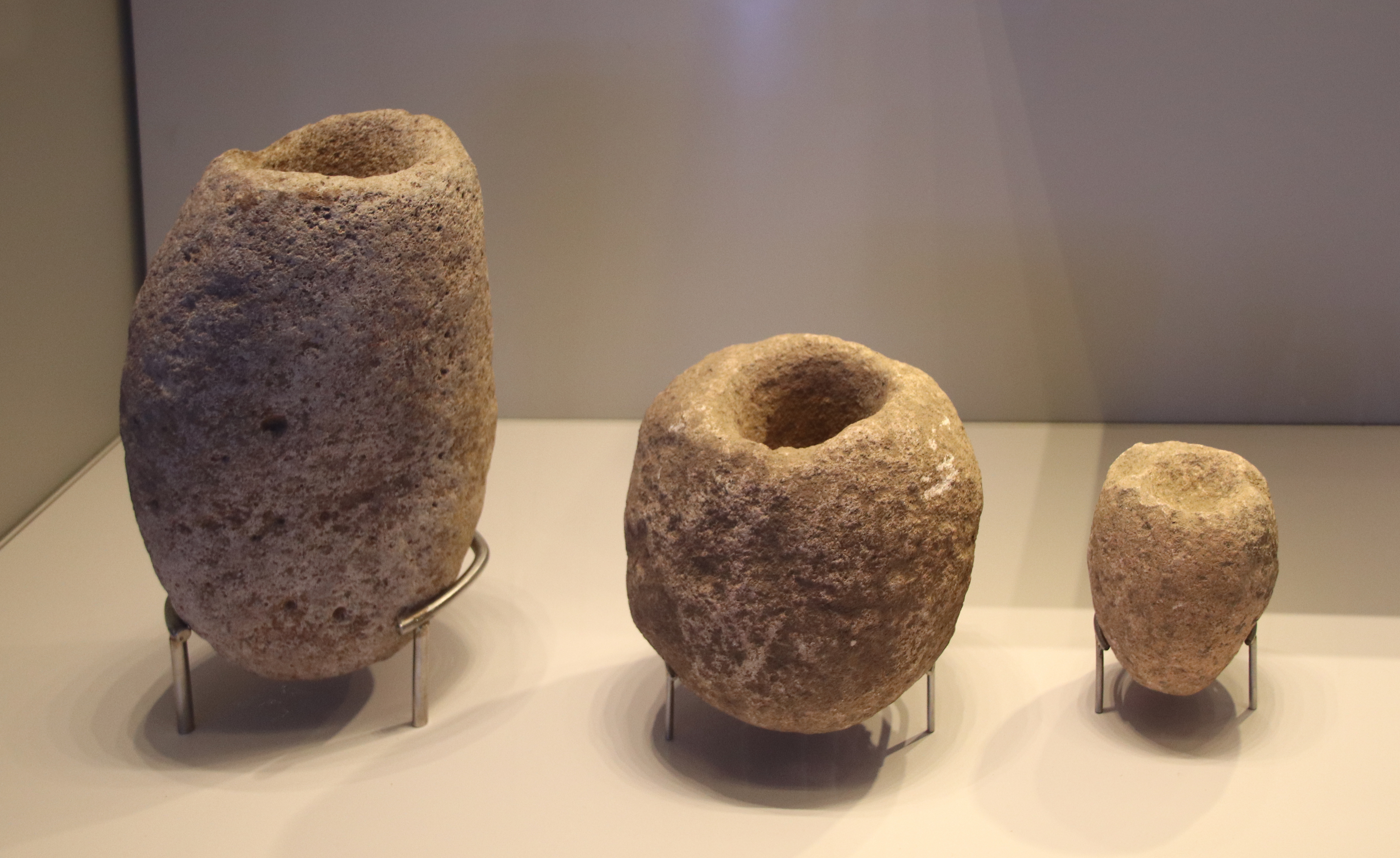
Mortiers en pierre provenant de Mallaha, Natoufien ancien. Musée d'Israël.
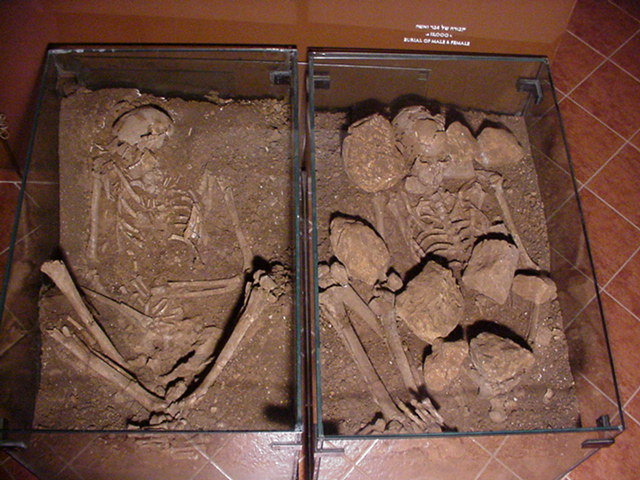
Sépulture comprenant un homme et une femme mise au jour à Mallaha. Musée de la Préhistoire de Haute-Galilée.
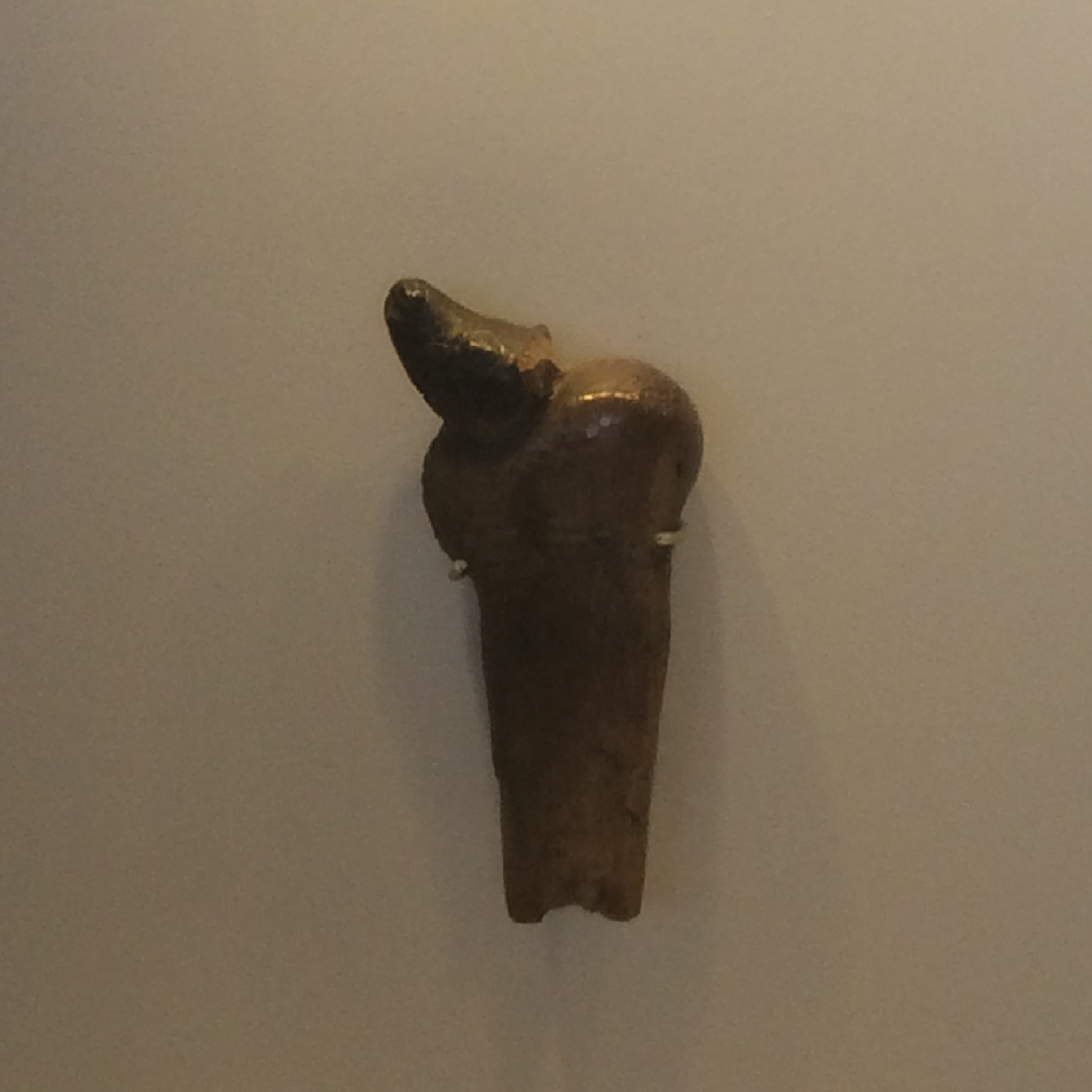
Statuette animale natoufienne. Musée d'Israël.

## Néolithique
|                                    | Avant J.-C. Cal. | Avant le présent Cal. |
| Néolithique précéramique A         | 10040-8940       | 11990-10890           |
| Néolithique précéramique B ancien  | 8940-8460        | 10890-10410           |
| Néolithique précéramique B moyen   | 8460-7560        | 10410-9510            |
| Néolithique précéramique B récent  | 7560-6940        | 9510-8890             |
| Néolithique précéramique B final/C | 6940-6400        | 8890-8350             |
| Néolithique tardif                 | 6400-5480        | 8350-7430             |

### Néolithique céramique ou tardif

Localisation des principaux sites du Néolithique tardif du Proche-Orient.

Le Néolithique tardif, ou Néolithique céramique, commence au Levant nord vers 7000-6800 av. J.-C. Le type de céramique le plus courant durant cette première phase céramique est la Dark-Faced Burnished Ware (DFBW), une céramique polie et foncée, qui se retrouve aussi en Cilicie ; mais elle a sans doute été précédée par un type antérieur, attesté à Tell el-Kerkh dans la plaine de l'Amuq. Cette dernière région commence à se peupler à cette époque, qui voit l'extension de l'habitat dans plusieurs régions de Syrie occidentale et du Liban jusqu'alors peu occupées ; cela concerne aussi la région située à l'ouest de Homs et le bassin du Rouj. Les sites importants identifiés pour ces époques sont Tell Ramad, Tell el-Kerkh et Tell Ain el-Kerkh, Ras Shamra, Shir, Arjoune, Byblos. L'architecture des sites du VIIe millénaire av. J.-C. est rectangulaire, les plus grandes structures étant des greniers, sans doute à usage collectif. Au VIe millénaire av. J.-C. apparaît l'influence de la tradition de Halaf, venue de Haute Mésopotamie et d'Anatolie du sud-est, caractérisée par sa poterie fine peinte (bien qu'il y ait des variations régionales) et son architecture circulaire ; les sites côtiers (Ras Shamra, Byblos) préservent néanmoins une architecture rectangulaire. Le peuplement du Levant nord de cette époque reste très mal connu ; il semble que les monts de Damascène connaissent à cette époque une phase d'abandon.
Le Néolithique tardif du Levant sud débute plus tardivement qu'au nord, vers 6400 av. J.-C. Cette période a été en premier lieu définie à partir de la stratigraphie de Jéricho, où Kathleen Kenyon avait distingué un Néolithique céramique A et un Néolithique céramique B, mais cette chronologie s'est révélée inapplicable ailleurs, et diverses dénominations stratigraphiques et culturelles ont été proposées en fonction des sites et des régions, au point que la situation reste confuse. L'introduction de la poterie n'y entraîne pas de rupture culturelle par rapport au Néolithique précéramique final.
La première tradition culturelle importante du Levant sud du Néolithique tardif est celle du Yarmoukien, présent dans la région méditerranéenne et en Jordanie, d'environ 6400 à 5800 av. J.-C. Le site-type est Sha'ar Hagolan, dans la vallée du Yarmouk, qui lui a donné son nom. C'est une agglomération d'environ 20 hectares, avec d'importants bâtiments à cour centrale (de 250 à 700 m²), qui semblent destinés à des familles élargies. Les autres sites connus sont de taille plus modeste : Munhata, Hamadiya, Abu Tawwab, Ain Ghazal, Megiddo, etc. Les traits culturels yarmoukiens se retrouvent au nord jusqu'à Byblos. La céramique est constituée de formes très diverses, allant des très petits pots à cosmétiques jusqu'à des grosses jarres de 300 litres. La décoration est généralement incisée. L'art de la période est très riche, consistant en des figurines en argile, surtout des femmes aux hanches larges en position assise, et des figurines en cailloux, très minimalistes. Elles se retrouvent sur tous les sites yarmoukiens, avec peu de variété, ce qui indique une forme de canonisation, peut-être des représentations d'une déesse.

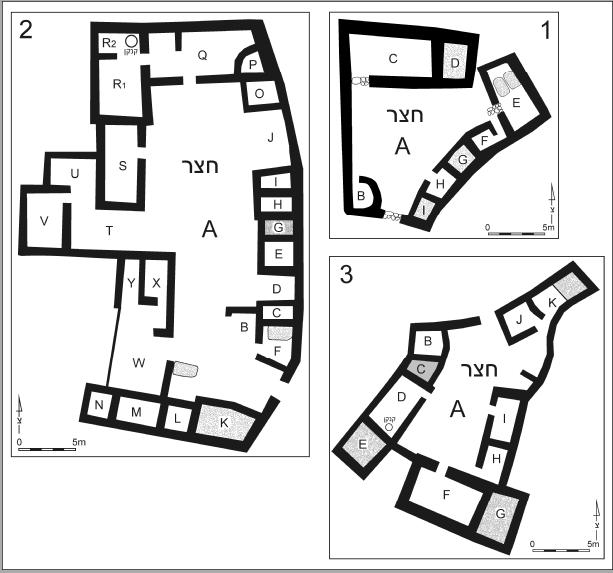
Plan de maisons à cour de Sha'ar Hagolan.
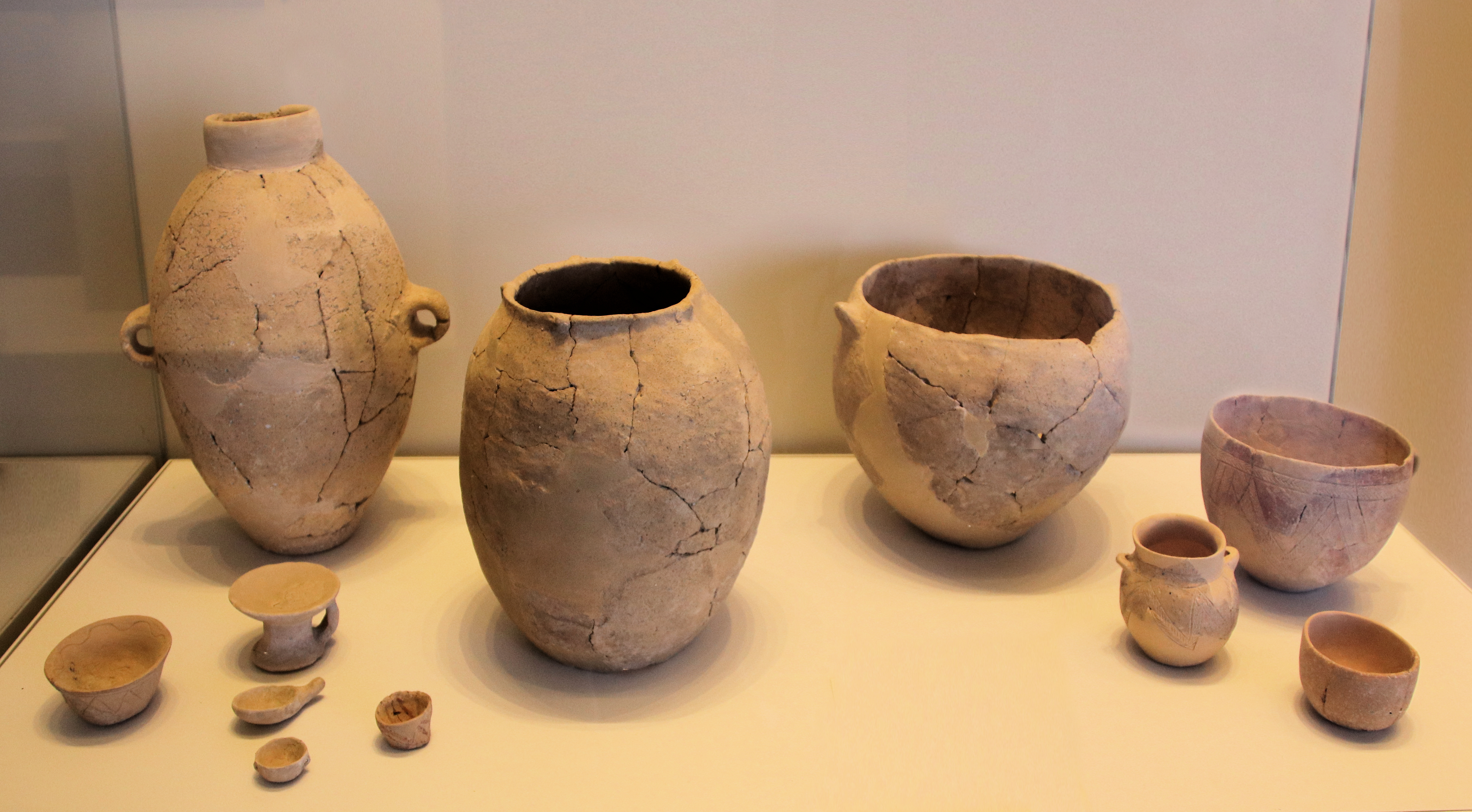
Céramiques sans décor du Yarmoukien.
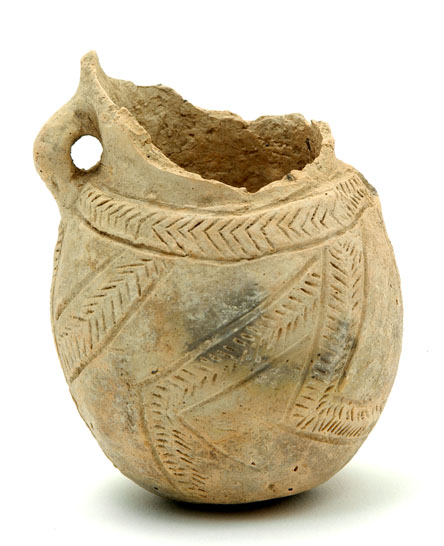
Vase à décor incisé du Yarmoukien.
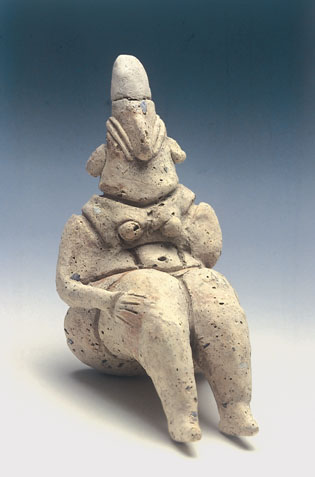
Figurine féminine en terre cuite de Sha'ar Hagolan.

Une autre tradition culturelle du Levant sud, identifiée avant tout par sa poterie, est celle de Jéricho IX (le Néolithique céramique A), qui se retrouve surtout dans la partie sud du Levant (un peu en Transjordanie), contemporaine du Yarmoukien selon certains, plus tardive pour d'autres, peut-être un peu des deux ; sa culture matérielle se distingue surtout de celle de cette dernière par la présence plus courante de décors peints et lustrés. La culture de Nizzanim se retrouve dans la plaine côtière, avec une poterie sans décor, mais elle n'a pas architecture connue et pourrait être une culture de groupes nomades,,.

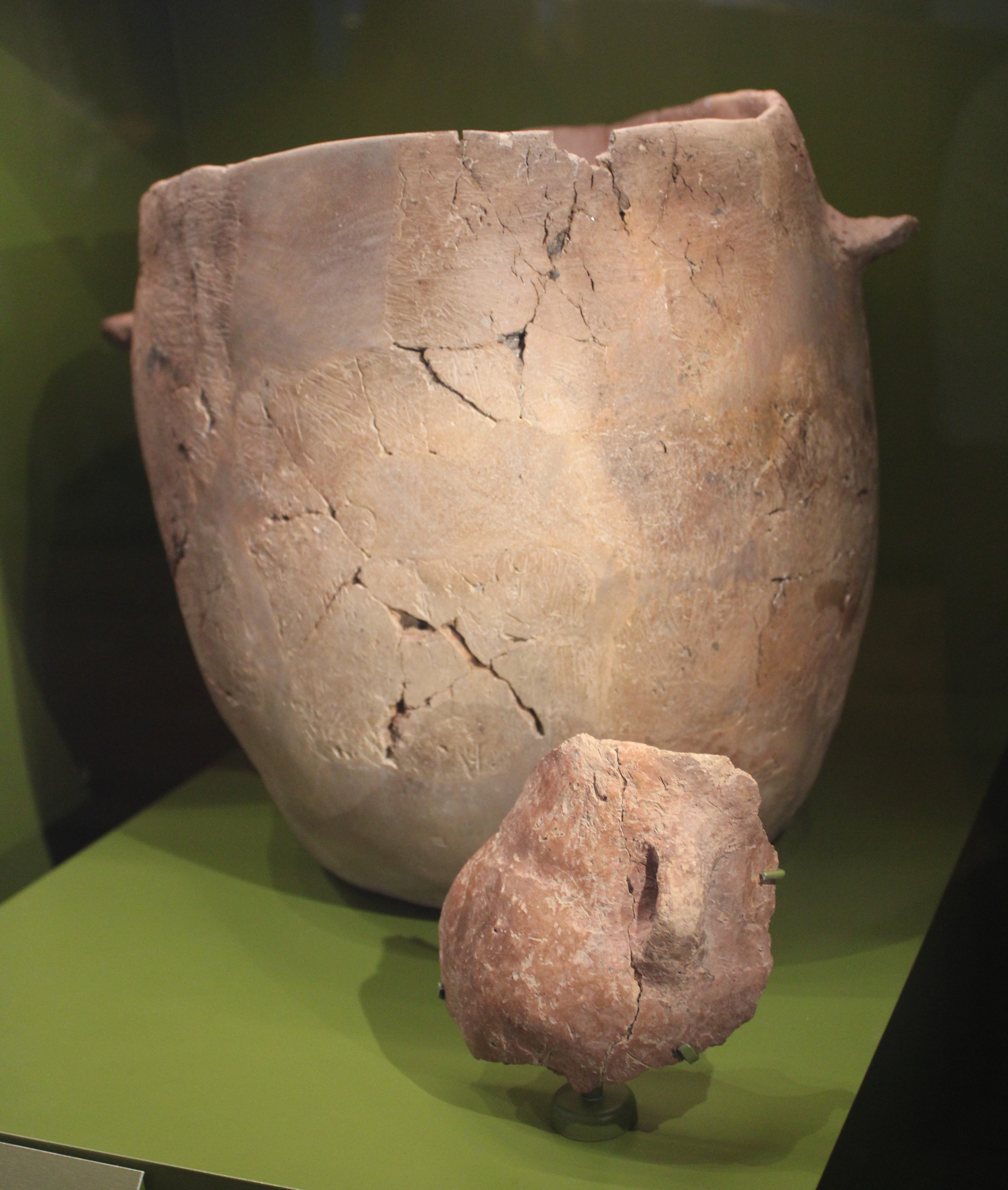
Céramiques sans décor de Jéricho, v. 6000-5500 av. J.-C. Ashmolean Museum.

### Entre Néolithique et Chalcolithique
Reflet des incertitudes chronologiques et du peu de sites connus pour la période, la fin du Néolithique et le début du Chalcolithique sont mal définis au Levant sud et par suite ne font pas l'objet de consensus. La culture de Wadi Rabbah au Levant sud, allant en gros de 5800 ou 5500 à 5300 av. J.-C., est selon beaucoup la dernière phase du Néolithique céramique, parce qu'aucune trace de métallurgie du cuivre n'y a été reconnue ; selon d'autres ce serait la première phase du Chalcolithique.
L'influence syro-mésopotamienne explique sans doute le changement culturel opéré à cette période au Levant méridional, bien qu'on ne sache pas s'il faut l'attribuer à des migrations. La poterie reprend les formes de la culture de Halaf de Haute Mésopotamie, en revanche ne s'y retrouvent pas les riches décors peints de cette dernière, remplacés par des incisions, impressions, peignages. Elle est surtout connue dans la zone méditerranéenne, avec les sites de Wadi Rabbah, Jéricho (VIII, Néolithique céramique B), Munhata, Ein el-Jarba, Tel Kabri, mais elle se retrouve sur les sites du Levant nord de la période (Byblos, plaines de la Beqaa et de l'Amuq, où elle cohabite avec de la poterie halafienne. L'architecture résidentielle, peu connue, est de forme rectangulaire, sans cour centrale. Les figurines yarmoukiennes disparaissent au profit de plaques représentant également des femmes, avec un triangle pubien mis en évidence. Des sceaux d'inspiration halafienne se retrouvent également sur les sites de cette période. C'est aussi une période d'intense circulation de l'obsidienne.

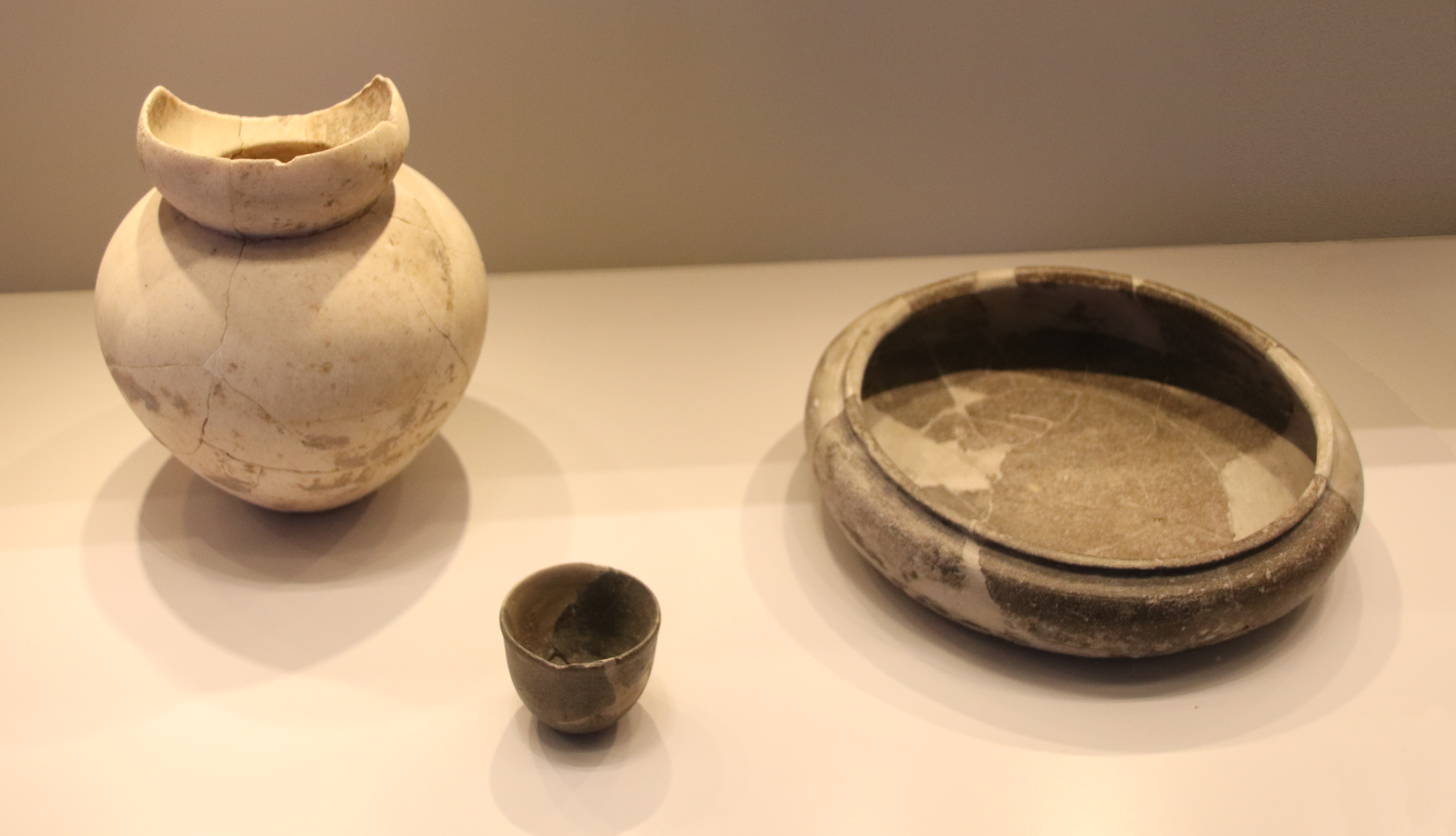
Vaisselle en albâtre et obsidienne. Tel Kabri, culture de Wadi Rabbah.
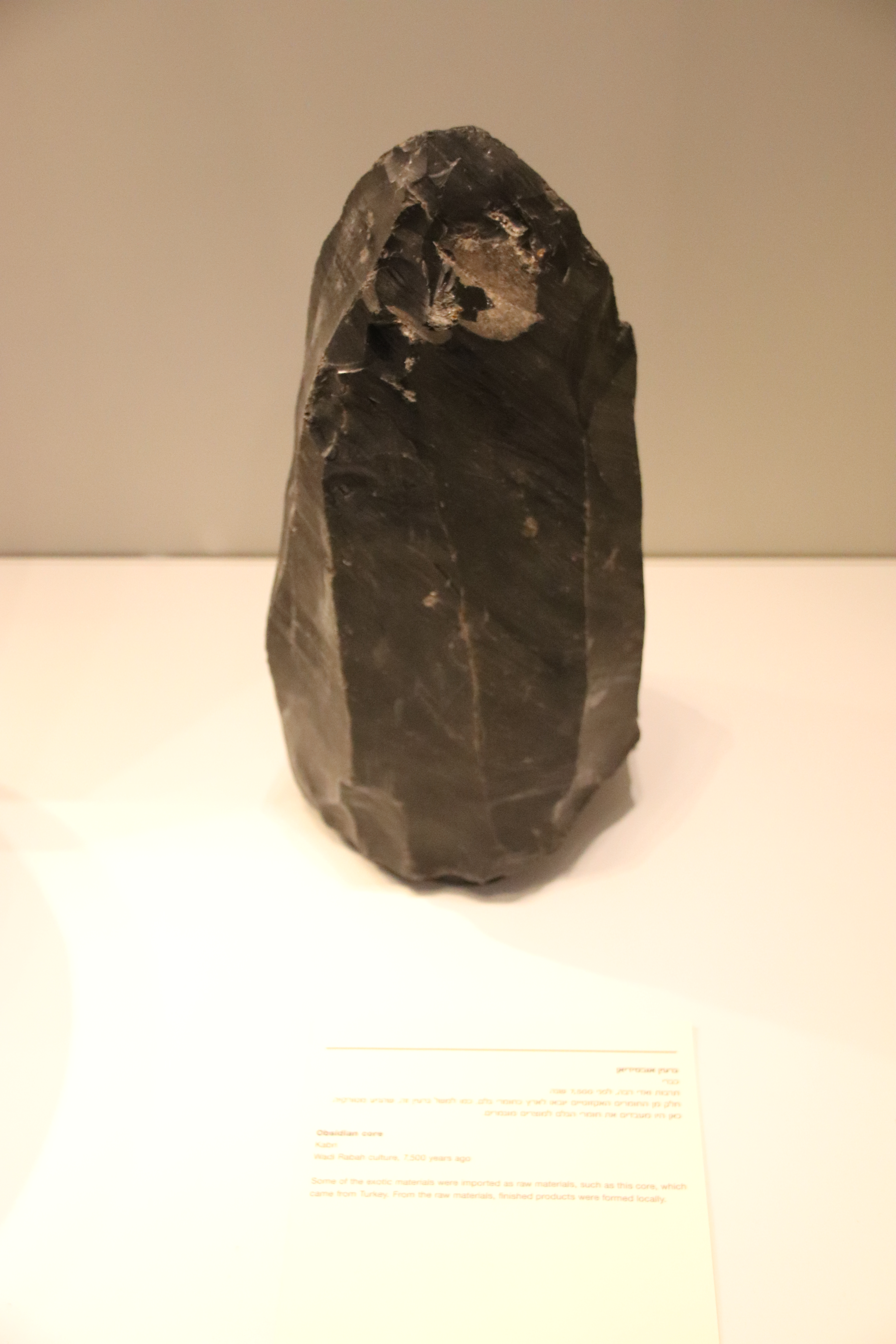
Nucléus en obsidienne, culture de Wadi Rabbah.

La période allant en gros de 5000 à 4500 av. J.-C. est encore moins bien définie, en l'absence de culture bien identifiée et admise par tous. Le site de Tel Tsaf est le mieux connu. L'architecture y est constituée de bâtiments à cour, mêlant des formes tant rectangulaires que circulaires (notamment des silos). Une poterie caractéristique y a été identifiée, des sceaux, des parures, des importations (poterie d'Obeïd, obsidienne). Les autres sites de la période sont moins bien connus et ont livré moins de matériel archéologique. Y. Garfinkel désigne cette période comme une phase de « Beth Shean XVIII » (du nom du premier site où elle a été identifiée) et la situe dans le Chalcolithique ; on parle aussi de « Tsafien », ou de « pré-Ghassoulien ».
Dans le nord du Néguev est parfois identifiée dès cette période, peut-être en partie contemporaine de la fin de la phase de Wadi Rabbah, la culture de Qatif, peu documentée. Les sites pourraient plutôt être des campements temporaires. Plus au sud en direction du Sinaï la présence de groupes de pasteurs nomades se repère sur quelques sites, en particulier des sanctuaires en plein air, parfois constitués de mégalithes

## Chalcolithique
Le chalcolithique (ou énéolithique) correspond à l'« âge du cuivre », qui voit le début de la métallurgie. Cette période est mal connue en Syrie intérieure, seule la frange côtière du Levant nord fournissant des informations. Au Levant sud, elle est bien mieux connue, sauf dans le Sinaï. C'est une époque qui voit un accroissement des inégalités et des avancées dans le processus conduisant à l'émergence des premiers villes et premiers États, qui se conclut au début de l'âge du bronze.
Le Levant nord reste donc assez peu connu pour cette période, qui va en gros de 4500 à 3000 av. J.-C., les informations venant essentiellement de quelques sites côtiers. La séquence chronologique de Byblos, divisée entre un « énéolithique ancien » (v. 4500-3700 av. J.-C.) et un « énéolithique récent » (v. 3700-3000 av. J.-C.) constitue la principale référence. La ville comprend alors des habitations d'une seule pièce, parfois assez grandes, qui tendent à devenir circulaires à la fin de la période. Des maisons à une seule pièce, mais de plan elliptique ou ovoïde, ont été exhumées à Sidon et Khaldé. Byblos a aussi livré de très nombreuses sépultures de l'époque, pour la plupart des inhumations dans de grandes jarres, avec un abondant matériel funéraire (céramiques, figurines, objets en pierre, en métal) ; les tombes les mieux pourvues relèvent du milieu des élites, peut-être des chefs. Ras Shamra en Syrie comprend également des sépultures semblables. Le caractère standardisé de certaines céramiques témoigne de l'existence d'un artisanat spécialisé, de même que les objets en pierre et os, très divers, ainsi que l'augmentation progressive des objets en métal, surtout l'argent pour les ornements, mais aussi l'or, tandis que le cuivre intervient dans la fabrication d'armes mais en quantité encore limitée.
Le Chalcolithique du Levant méridional est en revanche très bien documenté, et l'identification de nombreux sites pour cette période laisse à penser qu'elle voit une augmentation de la population. Celle-ci ne doit manifestement pas être vue comme la conséquence de migrations, puisque la culture matérielle s'inscrit dans la continuité de celle de la phase précédente. Le site-type de la période est Tuleilat el-Ghassul, qui a donné son nom à la période, le Ghassoulien (v. 4500-3600 av. J.-C., souvent scindé en trois sous-périodes). D'autres sites importants, de gros villages, sont Abu Matar, Bir es-Safadi, Shiqmim, Abu Hamid. L'architecture est de type rectangulaire, avec de grandes structures. L'économie est dans la continuité de la période précédente à dominante agro-pastorale, avec la possible intensification de la production céréalière, car les sites présentent de nombreuses installations de stockage ; c'est de cette période qu'il faut probablement dater la domestication de l'olivier et donc le début de l'horticulture, mais aussi l'extension de l'agriculture dans les espaces arides du Néguev et du Golan grâce à la création de barrages et d'ouvrages d'irrigation. Les produits secondaires des animaux (laine des moutons, force de traction des bovins) sont sans doute plus employés à cette période qu'auparavant. Les évolutions techniques sont également notables. La céramique caractéristique consiste en des bols simples et à pied en forme de "V", les premiers, produits en grande quantité, étant peut-être fabriqués à la tournette, ancêtre du tour de potier. Des bols et bols à pied sont aussi réalisés en basalte. Le travail du silex reste important, un centre de production spécialisé ayant été identifié à Beit Eshel à Beersheba. Le développement de la métallurgie est rapide et important. La cache (à finalité rituelle ?) de la grotte de Nahal Mishmar comprenait plus de 400 objets en cuivre, et huit bagues en or ont été trouvées dans une tombe dans la grotte de Nahal Qanha. Les objets en cuivre sont rangés aussi bien dans la catégorie des biens utilitaires (lames d'outils et armes) que dans celle des biens de prestige (sortes d'étendards, vaisselle). Les premiers sont fondus dans des moules, les seconds souvent grâce à la technique de la cire perdue. Le savoir-faire des métallurgistes se repère aussi par le fait qu'ils savent sélectionner les minerais ayant les propriétés les plus adéquates pour servir pour les moulages à la cire perdue. Dans le domaine des croyances et de la symbolique les évolutions sont aussi importantes. Les inhumations se font dans les villages, mais aussi dans des grottes, et le creusement de chambres funéraires se développe. Les os de certains défunts sont placés dans des ossuaires dont les contenants sont des jarres comme c'est le cas au Levant nord, des boîtes en céramique ou bien en pierre. Il s'agit probablement d'inhumations secondaires, les défunts ayant d'abord été enterrés ailleurs ; elles se font surtout dans les grottes. Ces ossuaires peuvent être décorés, avec des visages humains. Selon les données d'un cimetière, celui de Peqi'in, environ 20 % de la population est enterrée dans un ossuaire, la majorité l'étant dans des fosses sans accompagnement ou bien dans des contenants en matière organique qui ont disparu, et les enfants de moins de trois ans ne sont pas inhumés dans les grottes. Ces évolutions dans les pratiques funéraires sont difficiles à expliquer, mais reflètent des pratiques demandant plus d'investissement que par le passé et plus largement un nouveau rapport à la mort. L'art de la période est très divers : des vases zoomorphes en terre cuite, des figurines en pierre, ou en ivoire de rhinocéros et d'éléphant ; des fresques ont été dégagées à Tuleilat el-Ghassul. Un lieu rituel a été identifié à Ein Gedi, délimité par une enceinte, comprenant une cour, une porte et centré sur une salle allongée disposant de banquettes et ayant livré du matériel à finalité rituelle. Un autre lieu rituel a été fouillé à Gilat, comprenant de nombreuses sépultures, qui a pu être identifié comme un lieu de pèlerinage,.

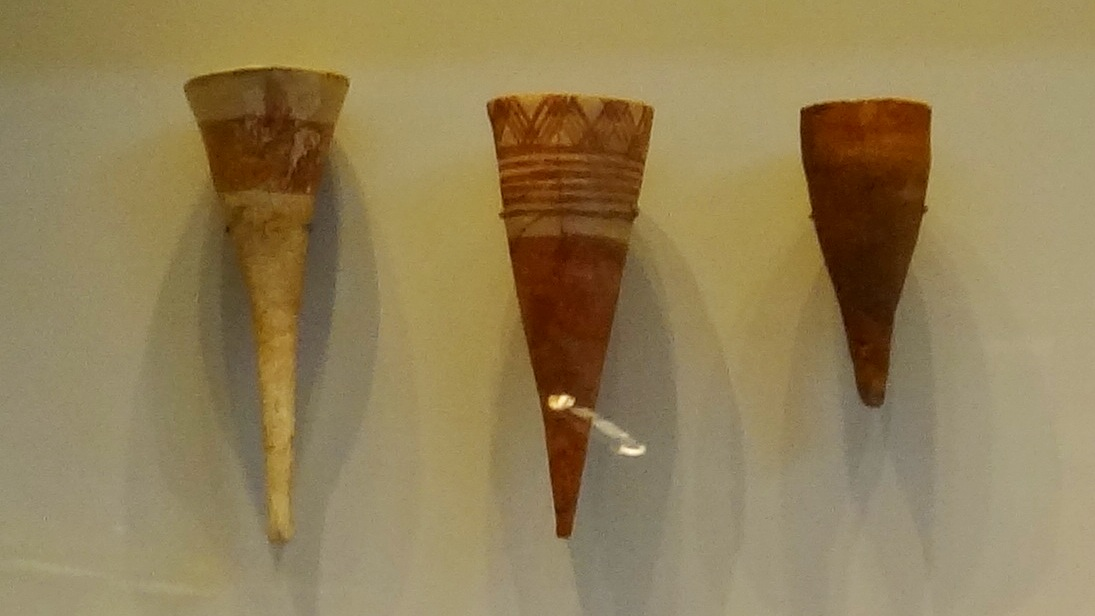
Vases à profil en "V".
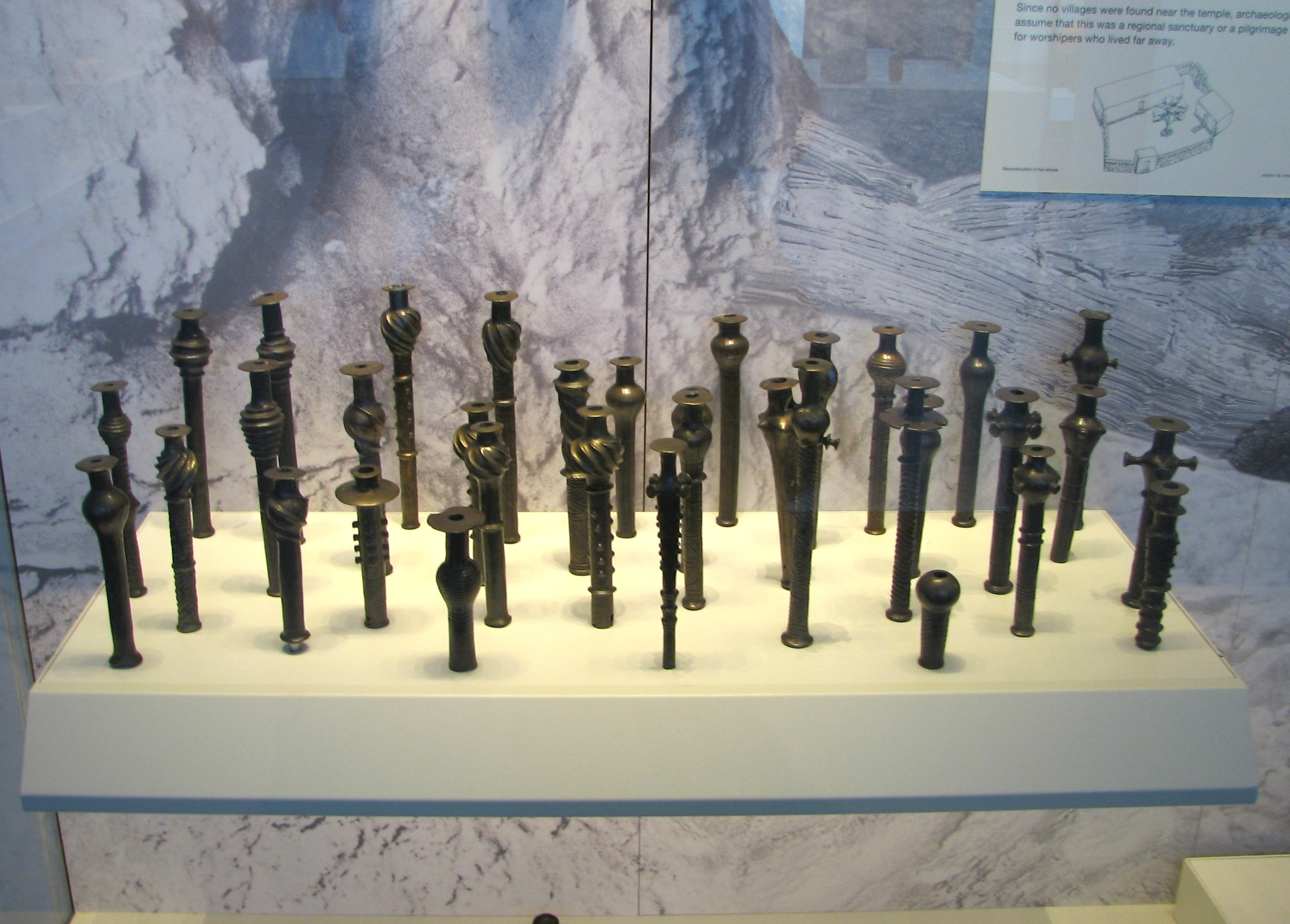
Objets en cuivre provenant du trésor de Nahal Mishmar.
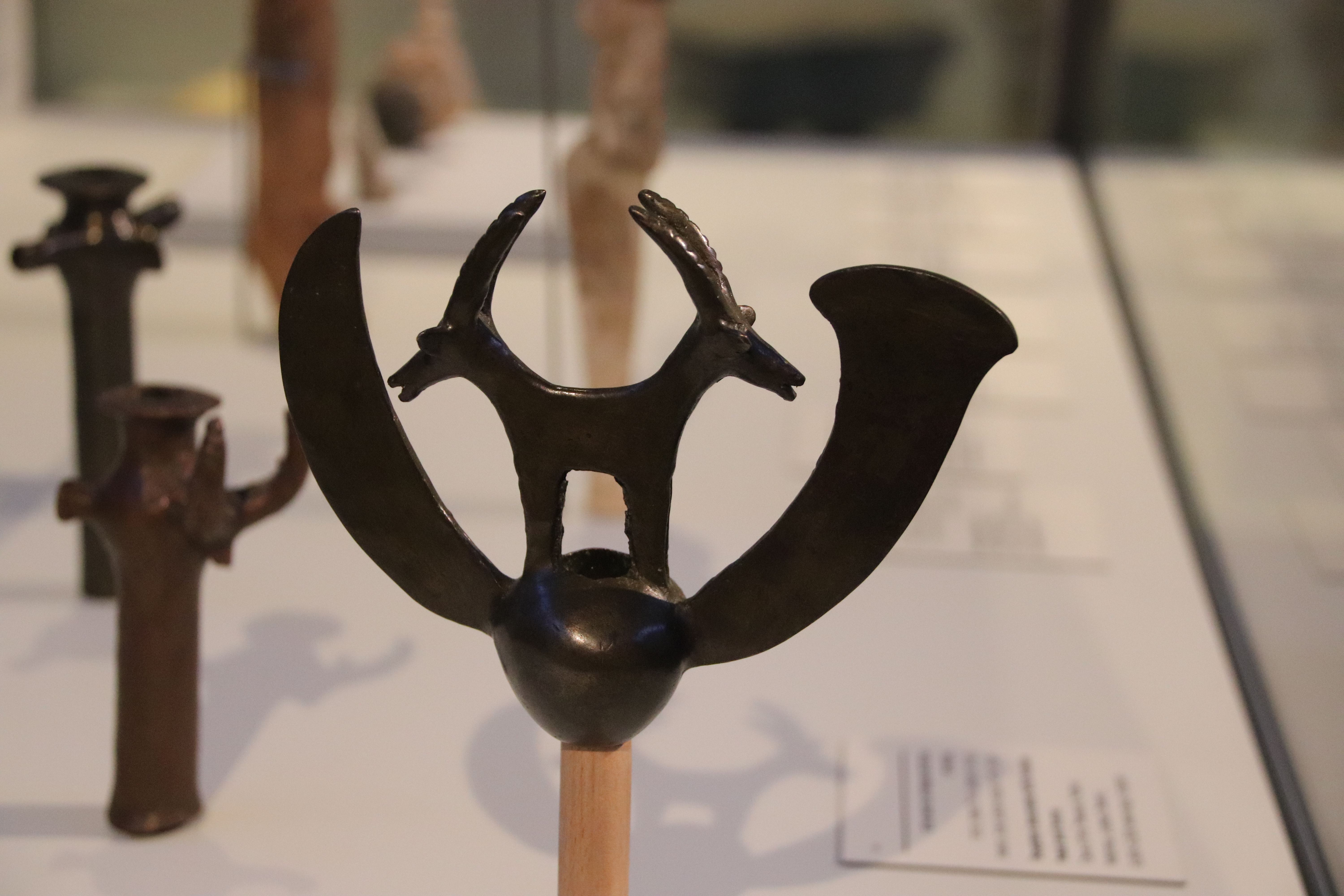
Sceptre en cuivre.
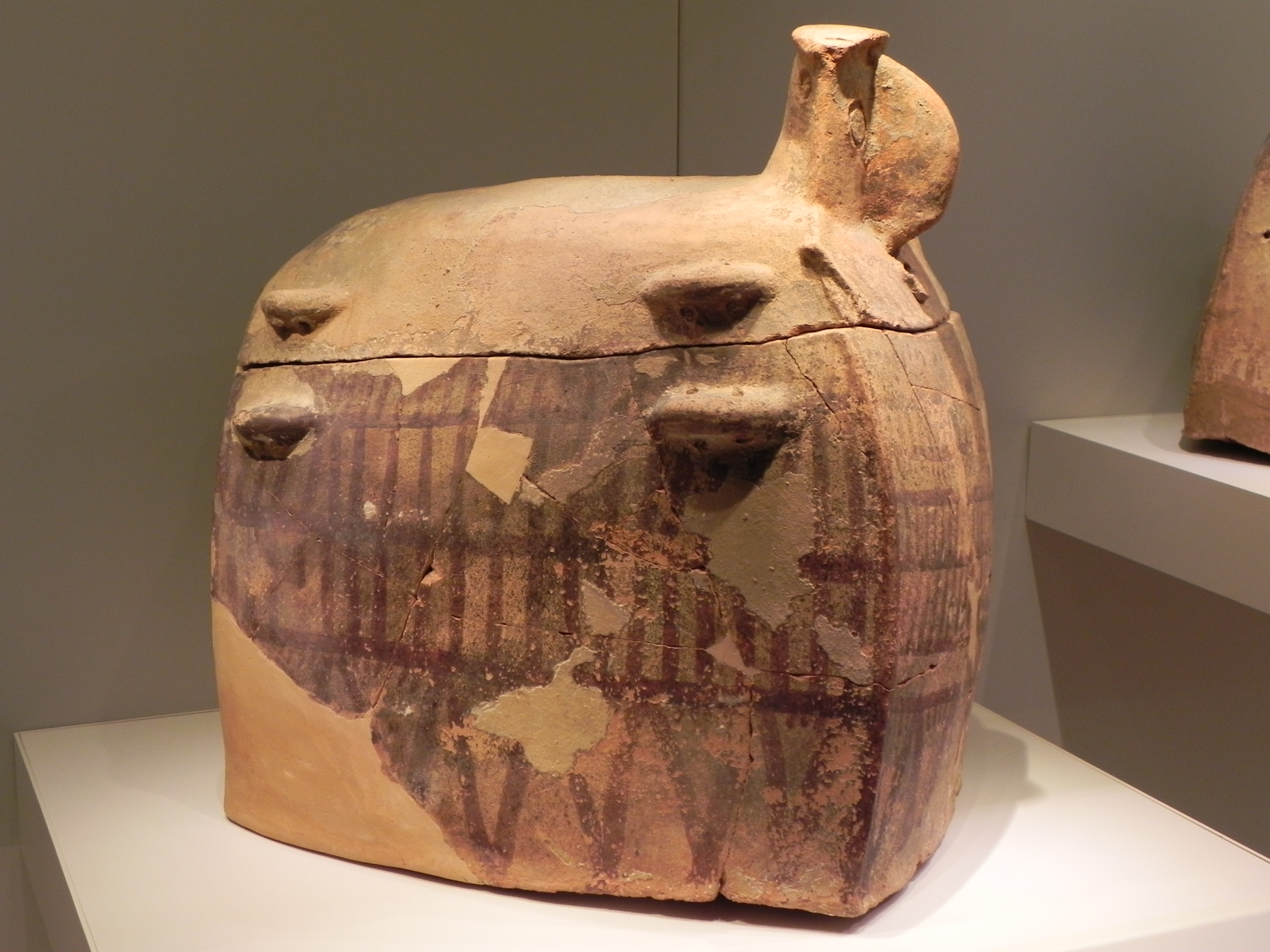
Ossuaire de la nécropole de Peqi'in.
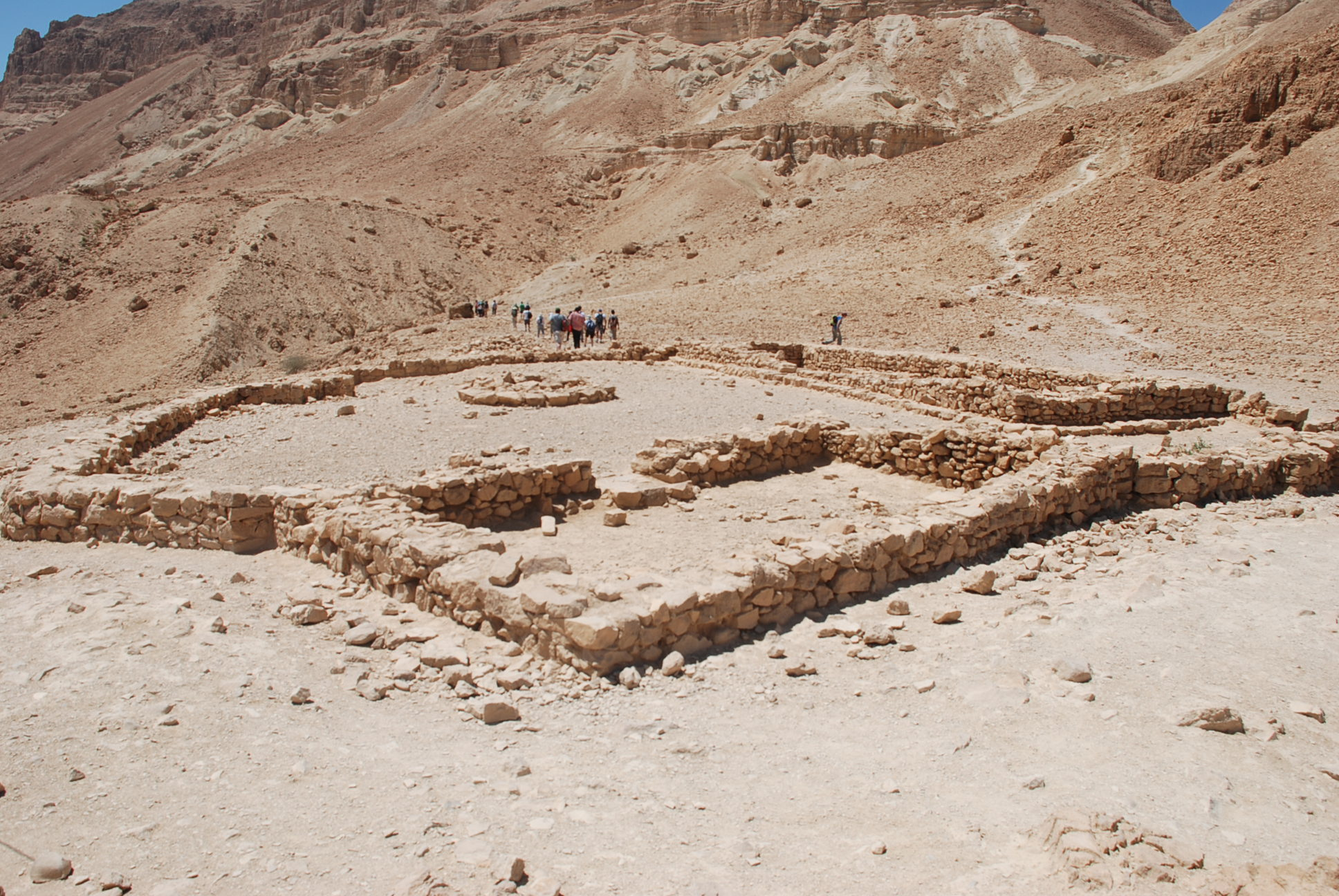
Ruines de l'édifice rituel d'Ein Gedi.

## Âge du Bronze ancien

### Bronze ancien I
Dans le Levant sud, l'âge du bronze ancien I constitue une phase formative, encore pré-urbaine, qui va d'à peu près 3700 av. J.-C. à 3100 av. J.-C., et est divisée en deux phases, A de 3700 à 3400 av. J.-C. et B de 3400 à 3200 av. J.-C. puis une phase finale ou transitionnelle de 3200 à 3100/3000 av. J.-C.. L'économie agricole connaît alors d'importants changements, avec l'essor de l'horticulture et de l'irrigation, l'introduction de l'araire et la domestication de l'âne, qui permettent la mise en place d'une nouvelle économie agro-pastorale reposant sur la céréaliculture, l'horticulture et l'élevage, plus productive qu'auparavant. Il en résulte l'accroissement du nombre de sites habités et sans doute de la population. Les régions de collines et de plateaux commencent à être occupées par des populations sédentaires et sur les marges du Néguev apparaissent des sites de nomades transhumants. D'une manière générale à l'intérieur semble se dessiner une division entre zones basses agricoles et horticoles et zones hautes plutôt pastorales. La plupart des villages font moins de cinq hectares, mais certains sont plus grands comme Tel Yarmouth et ses seize hectares et Bet Yerah, Megiddo et Tell esh-Shuna nord et leurs vingt-cinq hectares ou plus durant la phase B. Des sites fortifiés apparaissent à la fin de la période (Tall Abu al-Kharaz, Jawa). Les maisons sont en général à cour centrale, mais apparaissent aussi des maisons allongées dont les côtés courts sont en forme d'apside (aspect ovoïde). Les différences de statut ne se traduisent pas dans l'habitat. On trouve aussi des édifices de stockage et des sanctuaires. Durant la période transitionnelle le sanctuaire de Megiddo prend un caractère monumental. Al-Murayghat en Jordanie est un site cérémoniel comprenant des dolmens. Les sépultures se trouvent souvent dans des cimetières aux abords des villages, avec des tombes collectives, qui prennent à plusieurs reprises dans la région méditerranéenne la forme de tombes dans des grottes artificielles et dans des puits à l'intérieur (par exemple Bab adh-Dhra) ; d'autres traditions existent aux marges, par exemple des constructions circulaires dans le Sinaï et rectangulaires dans le Néguev, des dolmens dans le Golan et le plateau jordanien (qui ne doivent pas forcément être associés à des groupes nomades comme cela a pu être proposé par le passé). L'extraction de minerai de cuivre se développe et se perfectionne dans la vallée de l'Arabah et cela permet de réaliser plus d'objets quotidiens en cuivre, au détriment de l'outillage en silex. Les poteries sont diverses et évoluent suivant les régions et les phases, et la tournette est employée. Enfin, concernant les influences extérieures, ce sont celles de l’Égypte qui prévalent, dans un contexte d'accroissement des échanges, avec l'implantation de colonies égyptienne au sud-ouest à la fin de la période (qui coïncide avec la « dynastie 0 » et la première dynastie), avec des établissements servant de centres administratifs et commerciaux (Tell es-Sakan, En Besor, Tel Erani), tandis que des céramiques du Levant sud ont été exhumées dans les cimetières égyptiens de la période (Nagada, Maadi). En revanche les contacts avec la Mésopotamie de la période d'Uruk semble limités. À la fin de la période la présence égyptienne s'efface et les gros bourgs comme Megiddo sont abandonnés,,.

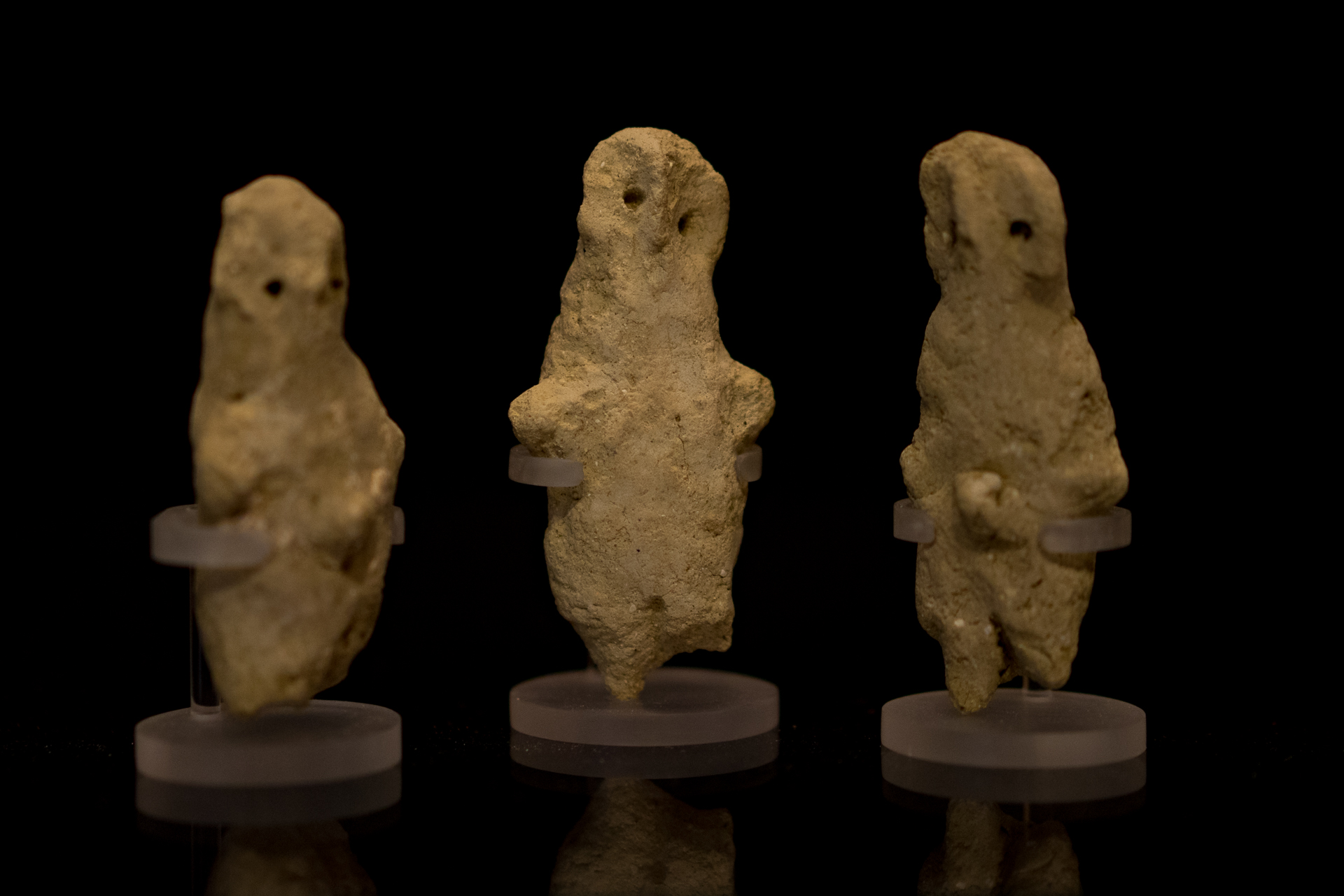
Figurines en argile non cuite provenant du site de Bab adh-Dhra, v. 3300-3100 av. J.-C. British Museum.

Sur la côte libanaise, la période est mal caractérisée du point de vue stratigraphique ; elle est sans doute en partie couverte par l'« énéolithique récent » de Byblos. Les maisons de ce site et de Sidon-Dakerman sont alors rectangulaires ou ovoïdes, comme au sud. Les tombes individuelles à jarre restent courantes sur ces sites, même si d'autres types sont attestés (tombes collectives dans des grottes). La poterie est faite à la main, l'outillage en cuivre reste secondaire par rapport à celui en silex. Les traces d'échanges entre l’Égypte et Byblos ne sont pas vraiment parlantes pour cette période, mais le fait qu'on trouve des métaux et de l'obsidienne sur ce site indique qu'il joue un rôle dans le commerce à longue distance.
En Syrie occidentale la période est encore moins bien connue. L'âge du bronze ancien y débuterait plus tard qu'ailleurs, vers 3100 av. J.-C.

### Bronze ancien II et III
Dans le Levant sud, la transition entre le Bronze ancien I et II s'effectue entre 3100 et 3000 av. J.-C. au plus tard. Cette phase II dure jusqu'en 2900/2850, et la phase III va jusqu'en 2500/2400 av. J.-C. La césure par rapport à la phase I est marquée par le développement des agglomérations fortifiées et un plus ample essor des agglomérations, à partir d'anciens sites ou de nouveaux. La coupure entre les phases II et III se voit avant tout dans la culture matérielle (types de céramiques), les tendances de peuplement et d'organisation sociale restant en gros les mêmes même si certains sites sont abandonnés. On discute pour savoir s'il vaut mieux parler de gros bourgs, ou bien si on peut considérer qu'il s'agit de villes à proprement parler. Quoi qu'il en soit, les gros sites, dotés de fortifications, font pour la plupart entre cinq et douze hectares, les plus vastes étant cependant encore plus grands (Tel Yarmouth, Bet Yerah, Tall al-Hammam). Ces murailles sont constituées d'un socle en pierre et d'une élévation en briques et sont dotées de tours et bastions, les portes pouvant être de simples ouvertures ou bien plus complexes. Le bâti est très dense à l'intérieur des sites, qui ont pu compter entre 1 000 et 3 000 habitants. Des rues découpent plusieurs îlots d'habitations, constitués de résidences à cour disposant d'une ou deux pièces résidentielles et d'autres servant au stockage. Des constructions publiques plus importantes ont été dégagées sur certains sites, identifiées comme des temples et, c'est la nouveauté de la période, apparaissent des palais disposant de plus de vingt pièces organisées autour de cours intérieures et dont la construction est de grande qualité (à Megiddo, Yarmouth, Khirbet al-Batrawy). Ce sont manifestement des lieux de pouvoir, peut-être les centres d'organisations hiérarchiques (des « cités-États ») ou plus égalitaires (des « hétérarchies »). Ce phénomène d'« urbanisation » est au centre des études des âges du bronze II et III, mais les sites ruraux sont nombreux, généralement tenus pour être placés dans la mouvance des sites fortifiés, même si la nature de leurs relations reste discutée. Les traces de pratiques administratives sont limitées, l'écriture n'est pas adoptée bien qu'elle soit connue grâce aux relations avec l’Égypte et la Mésopotamie. De plus aucun bâtiment administratif n'est identifié sur des petits sites fortifiés. Quoi qu'il en soit l'économie agricole connaît une expansion sur les mêmes bases que celle de la période précédente, intensification sans doute liée à une plus forte intégration sociale et politique. Le même constat ressort de l'étude des productions artisanales. Souvent façonnées au tour ou à la tournette, les poteries sont plus standardisées que par le passé, les types courants sont à engobe rouge ou lustrés, les productions pouvant être de grande qualité comme la « céramique d'Abydos », nommée d'après le site égyptien où elle a été identifiée, mais produite au Levant sud ; la phase III, surtout au nord, est caractérisée par la céramique de Khirbet Kerak (Bet Yerah), faite à la main, de couleur rouge et noire, qui se retrouve en Syrie et dont l'origine est anatolienne ou transcaucasienne. Sa diffusion semble liée à la venue de migrants depuis le nord, depuis la région de la culture Kouro-Araxe de l'est anatolien et du sud du Caucase, qui semblent former à Bet Yerah une communauté coexistant avec les autochtones. La métallurgie du cuivre poursuit son développement, les sites du Wadi Faynan dans la région de l'Arabah étant plus nombreux qu'auparavant ; le bronze n'est en revanche pas fondu au Levant sud. Du point de vue religieux, l'iconographie de la période, notamment les sceaux-cylindres qui se diffusent, représente une figure féminine rangée dans la catégorie des déesses-mères, qui est peut-être associée à une contrepartie masculine, certains sanctuaires semblant associer le culte de deux divinités. Les pratiques funéraires restent similaires à la période précédente, avec la coexistence de plusieurs pratiques régionales : grottes à inhumations collectives dans la partie méditerranéenne, tumuli dans le Néguev, dolmens dans les régions du nord telles que le Golan ; Bab adh-Dhra comprend des « maisons des morts » où les défunts sont accompagnés d'un riche matériel funéraire. Les relations avec l’Égypte se tarissent au début du Bronze ancien II, qui voit la fin des implantations égyptiennes, lesquelles ne reprennent que plus tard dans le Sinaï ; le commerce égyptien s'oriente alors essentiellement vers Byblos et ne concerne plus trop les régions plus au sud,,.

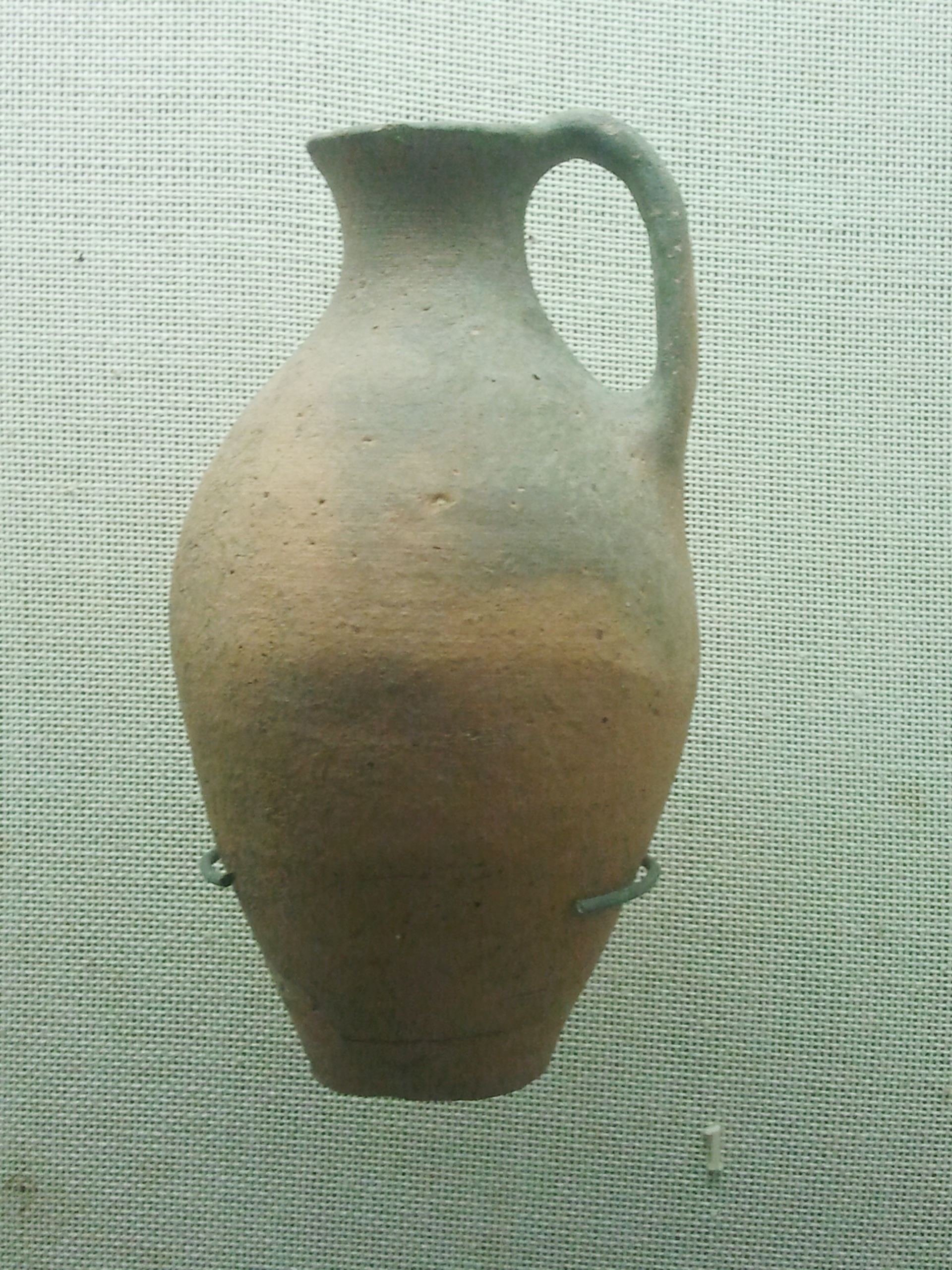
Céramique d'Abydos.
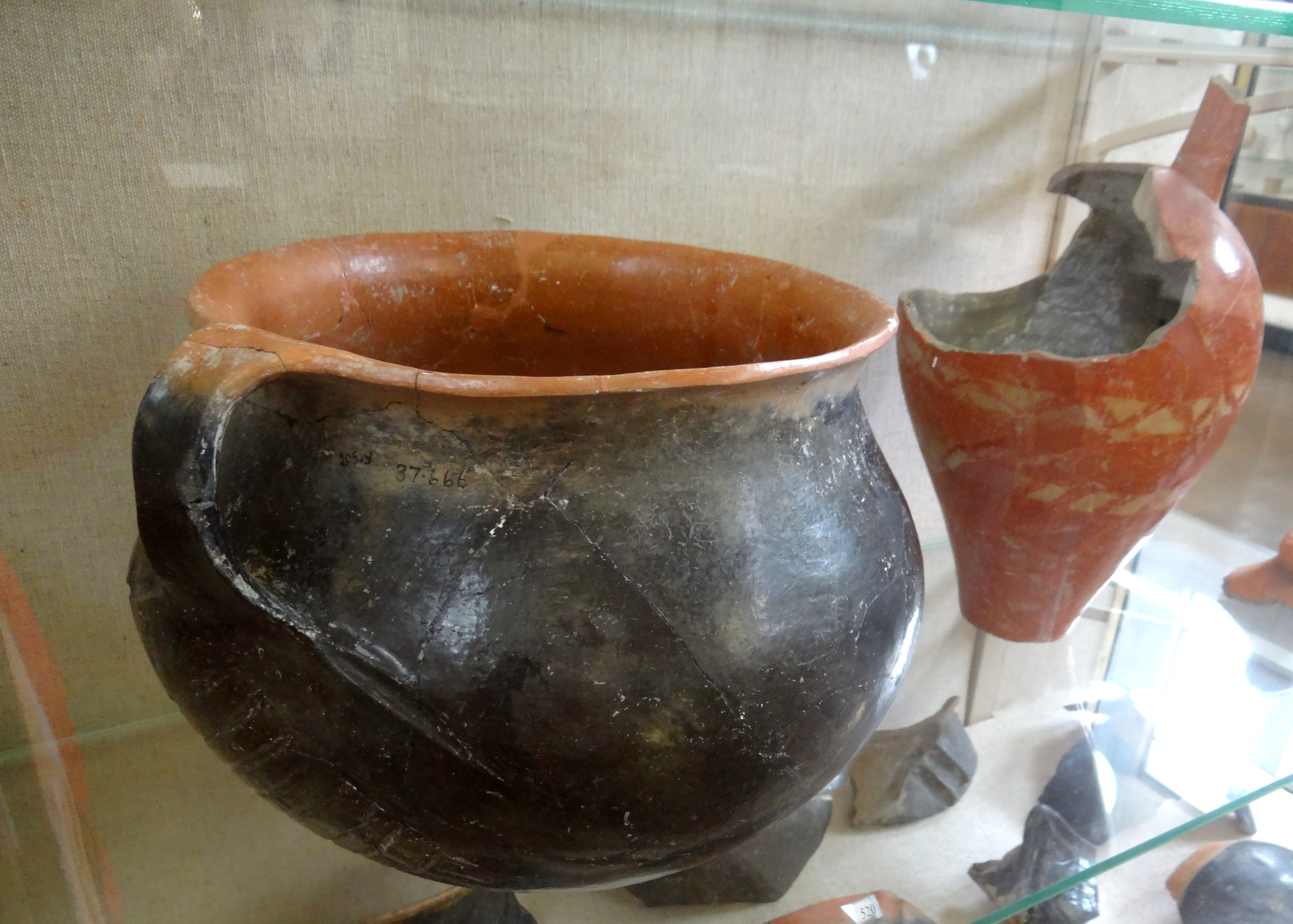
Céramiques de Khirbet Kerak (Bet Yerah).

Au Liban, Byblos est une nouvelle fois le site le mieux connu. C'est une ville fortifiée d'au moins cinq hectares où des rues divisent des îlots d'habitations constitués de maisons à plusieurs pièces. Détruite à la fin du Bronze ancien II, elle est reconstruite rapidement et réooccupée sur les mêmes bases. C'est aussi le seul site de la région où une architecture publique a été identifiée, avec deux temples, celui dit de Belaat-Gebal (la « Dame de Byblos », divinité principale de la ville aux époques historiques) et celui connu comme le temple en L. Il y a peut-être un palais dans la partie occidentale, toutefois l'édifice est trop érodé pour être mieux connu et identifié. Byblos doit manifestement son essor à son rôle dans le commerce maritime, en particulier avec l'Égypte, puisqu'elle est mentionnée dans les textes de l'Ancien Empire comme un lieu d'approvisionnement en ressources importantes (bois, résine, vin, peut-être de l'huile d'olive) et que de nombreux objets égyptiens y ont été retrouvés. D'autres ports étaient peut-être impliqués dans ce commerce, comme Tyr, mais cela n'est pas connu. L'autre site fortifié libanais connu pour la période est Tell Fadous-Kfarabida, petit site d'un hectare et demi, densément occupé, présentant un aspect urbain, avec des constructions de nature publique en son centre. Des occupations de ces périodes sont aussi attestées à Tell Arqa, Sidon, et des prospections dans la Beqaa et la plaine d'Akkar ont indiqué la présence d'un habitat hiérarchisé, les sites les plus vastes dépassant les quatre hectares. Là aussi la nature des entités politiques de la période est débattue. L'économie agricole repose sur la céréaliculture et l'horticulture, les restes trouvés à Sidon et Tell Fadous-Kfarabida indiquant les cultures de l'olivier et de la vigne, un élevage à dominante ovine et caprine, complété sur la côte par les produits de la pêche. Dans l'artisanat céramique, les tendances à une production en plus grande quantité et plus standardisée, avec l'usage du tour, se retrouvent ici aussi. Les sépultures les plus courantes sont des chambres creusées dans la roche, attestées par exemple à Byblos, et on trouve apparemment des tombes à dolmens dans les régions occidentales et septentrionales, plus arides, mais cela reste mal connu.
Le rythme d'urbanisation dans la Syrie occidentale est plus lent que dans les autres régions levantines. Pour la fin du Bronze ancien II, est connu dans la région aride du Khirbet el-Umbashi, au sud-est de Damas, le site de Khirbet el-Dabab, où une tombe monumentale semble être celle d'un chef ; la culture matérielle présente plutôt des affinités avec les régions voisines de Jordanie. C'est au Bronze ancien III que s'amorce le processus d'urbanisation de la région, conjointement à un phénomène de « seconde urbanisation » de la Djézireh syrienne. Des traces d'une occupation plus importante ressortent sur plusieurs sites : Ebla (Tell Mardikh) où des bâtiments à fonction publique ont été repérés dans l'acropole (stockage, ateliers), Hama, Tell Mishrifé (Qatna), Ras Shamra (Ugarit), Tell Sukas. Les changements se voient aussi par l'apparition d'une céramique de meilleure facture que par le passé et l'intrusion de la céramique de Khirbet Kerak, ici aussi appelée « céramique rouge-noire lustrée » (Red-Black Burnished Ware). Très présente dans la vallée de l'Amuq, courante sur la côte mais plus rares sur certains sites intérieurs du sud (Tell Mishrifé, Tell Nebi Mend), elle est là encore vue comme le reflet de l'arrivée de groupes depuis l'Anatolie orientale et le sud du Caucase et est sans doute plutôt liée aux élites. L'autre type de céramique courant est la « céramique métallique » ou « peignée », faite à la main, surtout attestée sur la côte et diffusée au Levant sud, ce qui semble refléter l'émergence de réseaux d'échanges régionaux et inter-régionaux.

### Bronze ancien IV
Après 2500 av. J.-C., le sud du Levant du Bronze IV voit la fin des dynamiques d'intégration qui prévalaient durant les phases antérieures : la plupart des sites fortifiés sont abandonnés entre 2500 et 2400 av. J.-C., mais les sites d'habitats ruraux demeurent. Quelle qu'en soit la raison (climats, conflits, migrations, crise sociale et politique, etc.), les facteurs d'unification des sociétés du Bronze II et III ont disparu et les agglomérations et entités politiques qui avaient accompagné leur développement disparaissent pour laisser la place à un pays rural,. Les régions du centre et du nord de la Jordanie semblent néanmoins présenter plus d'éléments de continuité et témoigner de l'adaptation des populations à de nouvelles conditions économiques, tandis que les sites miniers et forgerons du Faynan restent dynamiques et exportent vers l'Égypte.

Les sites principaux de la Syrie et de la Haute Mésopotamie de la seconde moitié du

Au Liban, Byblos connaît une destruction à la fin du Bronze ancien III, mais elle est reconstruite par la suite. Une telle destruction n'est pas identifiée sur d'autres sites de la région et s'il semble certes y avoir eu un recul de l'urbanisme, il semble moins radical qu'au sud du Levant. Tell Arqa comprend deux niveaux du Bronze ancien IV, séparés par une phase de destruction. Le site couvre alors peut-être quatre hectares et demi et un secteur d'habitat y a été dégagé.
En Syrie occidentale, le Bronze ancien IV succède sans encombre à la phase III et l'urbanisation connaît un essor encore plus marqué durant la seconde moitié du IIIe millénaire av. J.-C..  Le site-type est Ebla (Tell Mardikh), avec ses soixante hectares ceinturés par une muraille, dont le centre est formé d'une acropole organisée autour d'un palais et d'autres monuments en contrebas, dont des sanctuaires. L'architecture de la période est cependant recouverte par celle des phases suivantes, et donc mal connue. C'est surtout le premier site du Levant à livrer une abondante documentation écrite, de tradition mésopotamienne, en écriture cunéiforme, mêlant le sumérien à l'idiome local, nommé éblaïte, une langue sémitique. Ces abondantes sources (17 000 tablettes et fragments) indiquent qu'Ebla est un royaume puissant, structuré autour de l'administration du palais, prenant en charge des domaines agricoles et des ateliers, le culte, et entretenant des relations diplomatiques avec les royaumes de la Djézireh (Mari, Nagar) et aussi de Basse Mésopotamie et d’Égypte. La taille de ce royaume reste cependant difficile à déterminer, en tout cas on ne lui connaît pas de puissance équivalente en Syrie occidentale. C'est donc un royaume disposant d'une organisation sans précédent au Levant, dont la découverte a révélé l'existence de structures politiques d'un niveau de complexité semblable à celles de la Mésopotamie des Dynasties archaïques, là où ne s'attendait pas vraiment à en trouver. Ebla est détruite vers 2300, peut-être par les rois de l'empire d'Akkad qui s'étend en Syrie, ou bien par ceux de Mari. Le site n'est pas abandonné et continue de prospérer plusieurs siècles encore. Qatna (Tell Mishrifé), avec ses vingt-cinq hectares, est l'autre site urbain important connu pour la période. Y ont été repérées des installations de stockage et des parties résidentielles qui confirment son caractère urbain, ainsi qu'une tombe collective au riche matériel funéraire (céramiques, armes et ornements en métal, bijoux en pierres dures), indiquant là aussi la présence d'une élite intégrée dans des réseaux d'échanges à longue distance de biens de prestige. Les gobelets de couleur grise ou rouge, peints dans la seconde partie de la période, semblent répandus dans le milieu des élites syriennes et servent peut-être dans un cadre rituel et festif. À Tell Umm el-Marra dans la partie orientale entre Alep et l'Euphrate, le site semble aussi étendu et y a également été dégagé un mausolée d'élites au riche mobilier. La période est attestée sur d'autres sites de Syrie occidentale, que ce soit sur la côte (Ras Shamra, Tell Sianu) ou dans la région de Damas (zone de Khirbet el-Umbashi, pastorale) et la vallée de l'Oronte (Tell Nebi Mend, Hama, Tell Afis). Dans la région de steppe plus à l'intérieur, le site de Tell al-Rawda est une agglomération circulaire de quinze hectares fondée de façon planifiée vers 2400 av. J.-C., ressemblant à des sites similaires de la Djézireh de la même époque ; il est entouré d'une enceinte et disposait de quartiers d'habitations denses et d'au moins deux temples. Sa population pratiquait une agriculture irriguée et l'élevage ovin et caprin. La Syrie occidentale ne connaît pas de déclin similaire à celui de la Djézireh syrienne à la fin du IIIe millénaire av. J.-C. et les sites urbains tels qu'Ebla et Qatna continuent de prospérer au début du IIe millénaire av. J.-C.